# Буковина

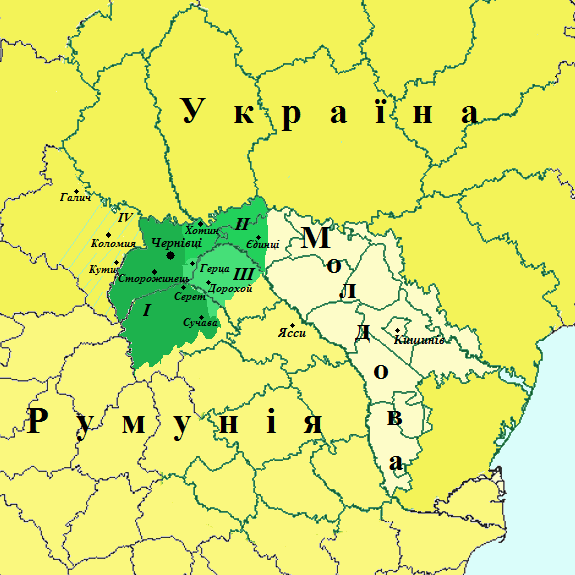
Історичний регіон Буковина:
І-завжди; ІІ-часто; ІІІ-інколи; IV-зрідка

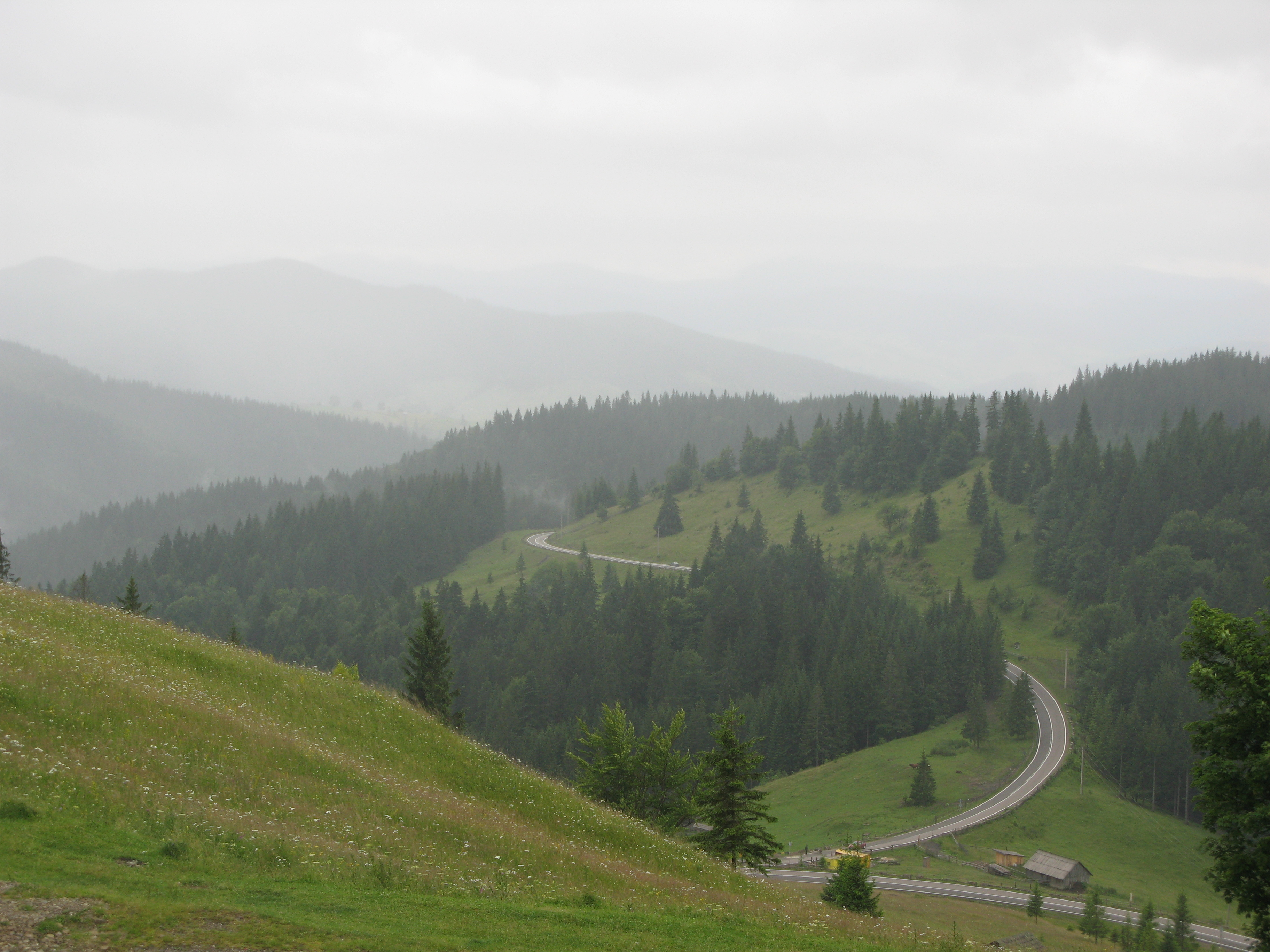
Покутсько-Буковинські Карпати

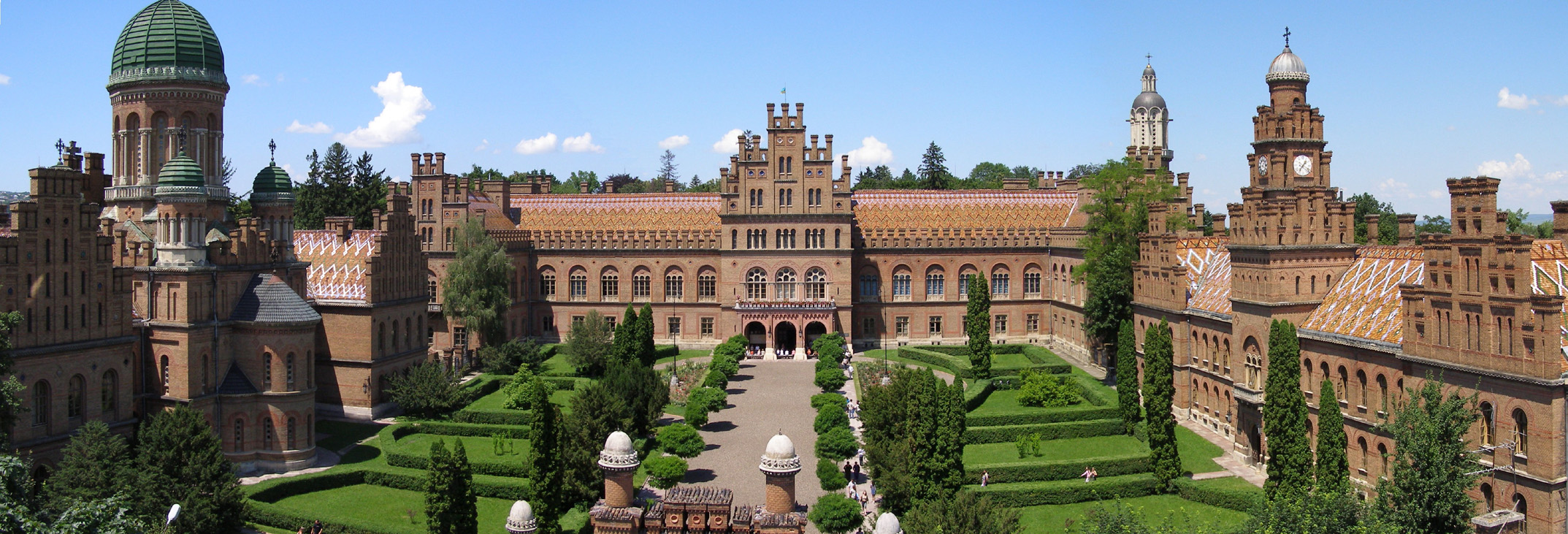
Резиденція митрополитів Буковини і Далмації

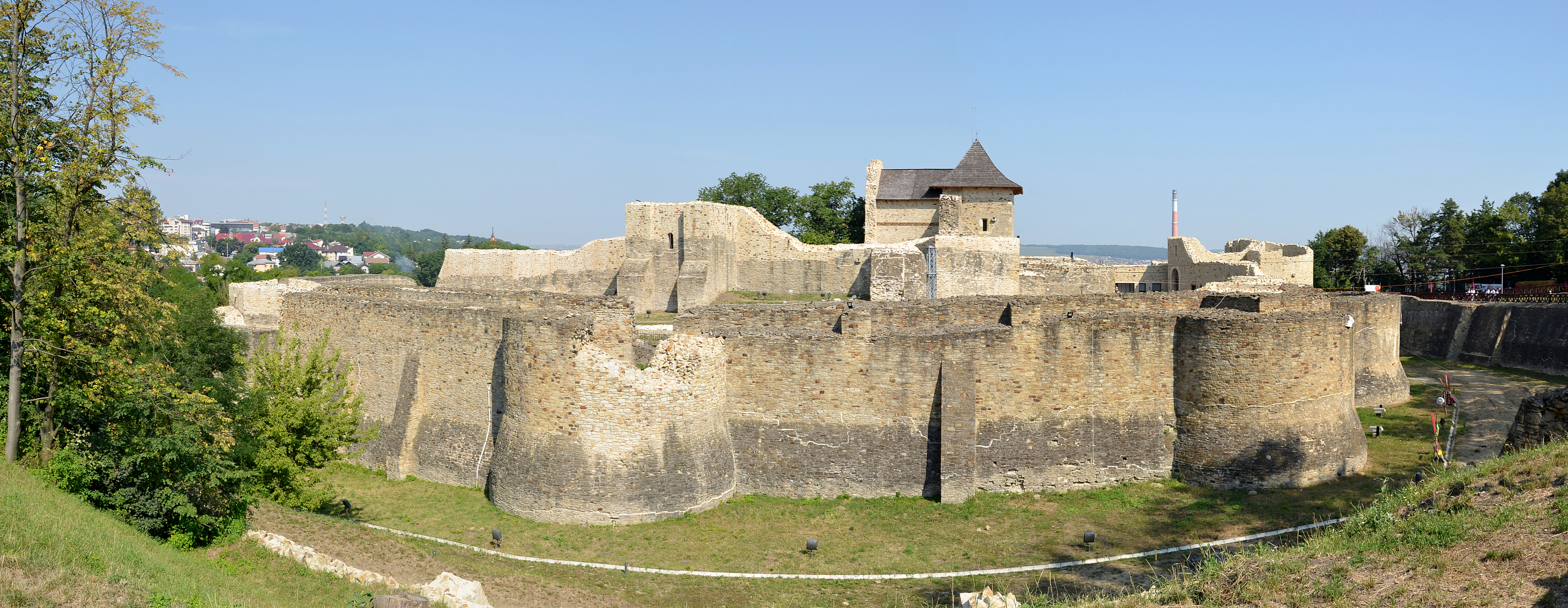
Тронна фортеця у Сучаві

Букови́на — історико-географічний регіон, розташований на українсько-румунському етнографічному прикордонні, у Центральній Європі між середньою течією Дністра та головним Карпатським хребтом у долинах верхньої течії Пруту та Сірету. Нині ця територія входить до складу України (Північна Буковина) та Румунії (Південна Буковина).

## Етимологія

Буковина
(на мапі 1500 року)

Назва регіону походить від слов'янського слова бук.
Через те, що ці землі були густо вкриті буковими лісами, їх почали називати Буковина.
Топонім почав входити у вжиток наприкінці XIV століття під час перебування краю у складі Молдовського князівства, витіснивши історичну назву Шипинська земля.
Так, у грамоті господаря Романа I (1392) вперше згадується та вживаєтьсь як ім'я родове назва Буковина, що прикладається до лісової області (букового масиву) над Сіретом:
|  | до великы буковины |

## Історико-географічні межі
У широкому розумінні Буковина складається з західної (завжди), північно-східної (часто) та південно-східної (інколи).
Тривалий час ці землі перебували одночасно в трьох державах — Австрії, Росії та Румунії. У зв'язку з цим, на Буковині здавна з'явилося висловлювання (а за ним і «народна пісня»):
|  | Буковина ти зелена, на три краї розділена |

Географічно регіон охоплює все Буковинське Прикарпаття, Сучавське плато й Хотинську височину. Природніми межами є: Дністер (на півночі); Колочин, Черемош, Білий Черемош, Перкалаба, Цибей та Бистриця Сучавська (на заході); Дорна, Суха, Молдова, Великий Самуш (на півдні); Серет (на сході). У широкому розумінні також відноситься межиріччя Серету й Пруту (від Молниці до Радівця) (на півдні) та долина Раковця (на сході).
Таким чином на цій території розташовані сьогодні: Чернівецька область України, Сучавський та частково Ботошанський повіти Румунії, а також частково Єдинецький повіт Молдови.
Поряд із цим, враховуючи той факт, що Буковина охоплює практично всі північні землі середньовічної Молдавської держави, досить часто до неї також відносять і Покуття. Обґрунтуванням цього слугують такі широко вживані визначення, як Покутсько-Буковинські Карпати, Покутсько-буковинський говір тощо.

## Перші сліди людини на Буковині

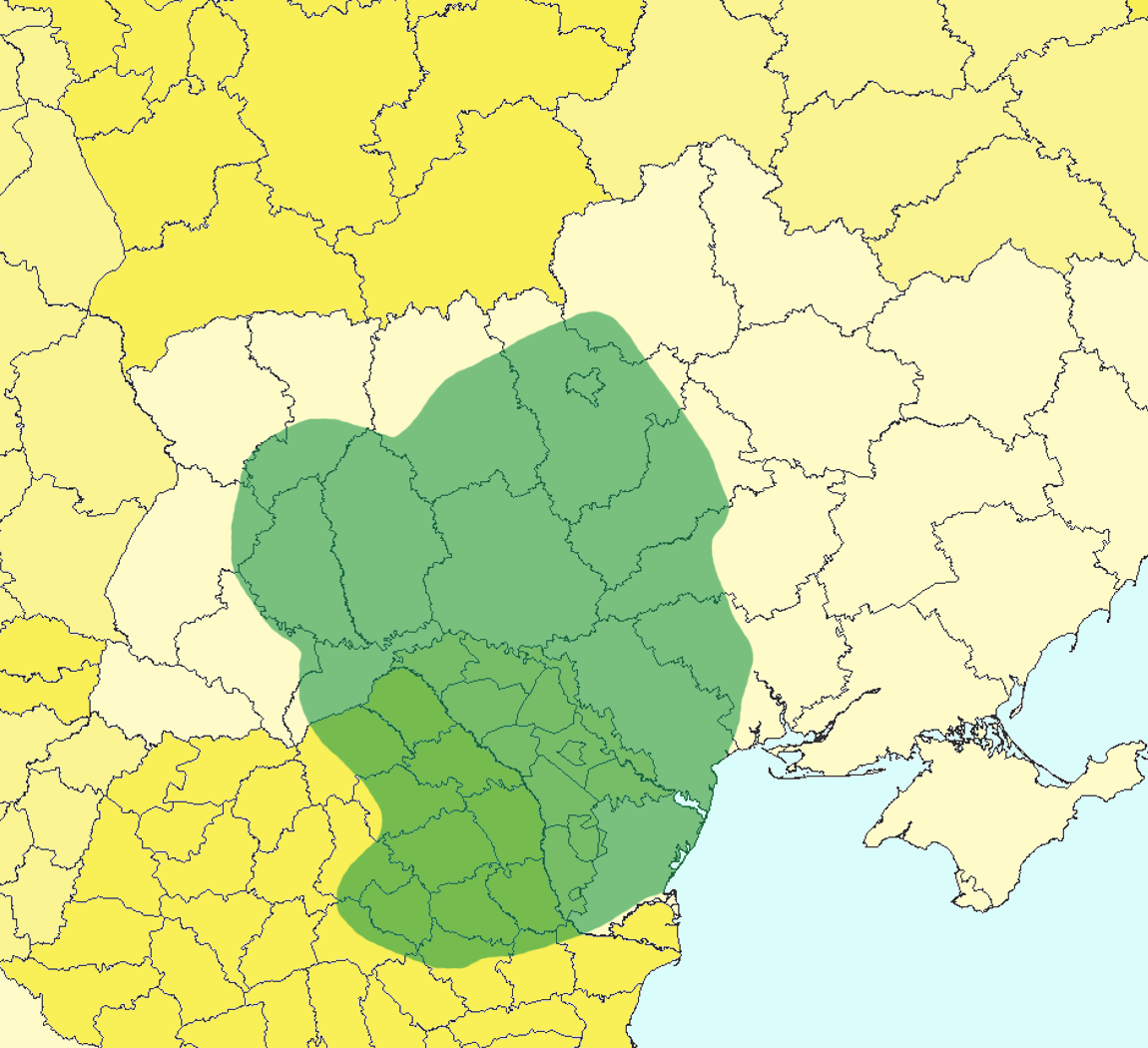
Трипілля (IV—III тис. до н. е.)

Перші сліди людини на Буковині датуються епохою палеоліту (12 000 — 10 000 років до н. е.) — стоянки Бабин, Біла, Мілієве. У письмових джерелах землі Буковини вперше згадав грецький історик Геродот (V ст. до н. е.), який вказував, що в цей час тут розселялись племена гетів. В період неоліту тут розселялись племена трипільської культури (4 тисячоліття до н. е. — 3 тисячоліття до н. е. — стоянки Дорошівці, Хлівище, Шипинці, Серет та ін.
Споконвічними жителями Буковини були слов'янські племена, свідченням цього є численні досліджені стоянки зарубинецької (II століття до н. е. — II ст. н. е.) та черняхівської (II—VII століття) археологічних культур. Це підтверджує автохтонність українського населення на землях Буковини.
Протягом 1 тисячоліття до н. е. — І тисячоліття н. е. через Буковину пройшли багато племен та кочових народів. Зокрема: бастарни, карпи, даки, готи, гуни, авари, угри, анти та інші. Протягом І—ІІІ століть буковинський край межував із римською провінцією Дакією, під впливом якої перебувала незначна південна частина буковинських земель.
Антський союз, що існував протягом IV—VII століть як союз слов'янських племен (антів), був першим державним утворенням, до якого увійшли усі буковинські землі. До складу слов'янського державного утворення входили шість великих племінних груп. Вони відомі з давньоруських літописів як особлива південно-західна група «племен»: уличі, бужани, дуліби, волиняни, тиверці, карпатські хорвати (поширена також назва білі хорвати). Двоє останніх заселяли землі буковинського краю. Центром Антського союзу було поселення Головське, що стояло там, де тепер стоїть Львів.

## Період Київської Русі
Упродовж Х—XI століть край був у складі Київської Русі.
Великий князь київський Ігор І Рюрикович (912—945), продовжуючи справу свого попередника Олега з об'єднання слов'ян у єдиній державі, долучив землі тиверців між Дністром і Дунаєм до Київський Русі, які надалі розвивались у складі Галицького князівства.
Остаточно закріпив ці землі у складі руської держави князь Галицький Ярослав Осмомисл (1153—1187), посиливши владу на землі між Дністром, Карпатами та пониззям Дунаю. Він мав велике військо, за допомогою якого став одним із наймогутніших князів на Русі.
Про це згадує автор «Слова о полку Ігоревім»:
|  | …підпер гори Угорські своїми залізними полками, заступивши королеві дорогу зачинив ворота Дунаєві… |

У часи правління Ярослава Осмомисла на лівому березі Пруту постало руське городище Черн, зруйноване монголами у середині XIII століття. Згодом місто відбудували на високому правому березі Пруту як новий Черн — Чернівці (столиця Буковини).

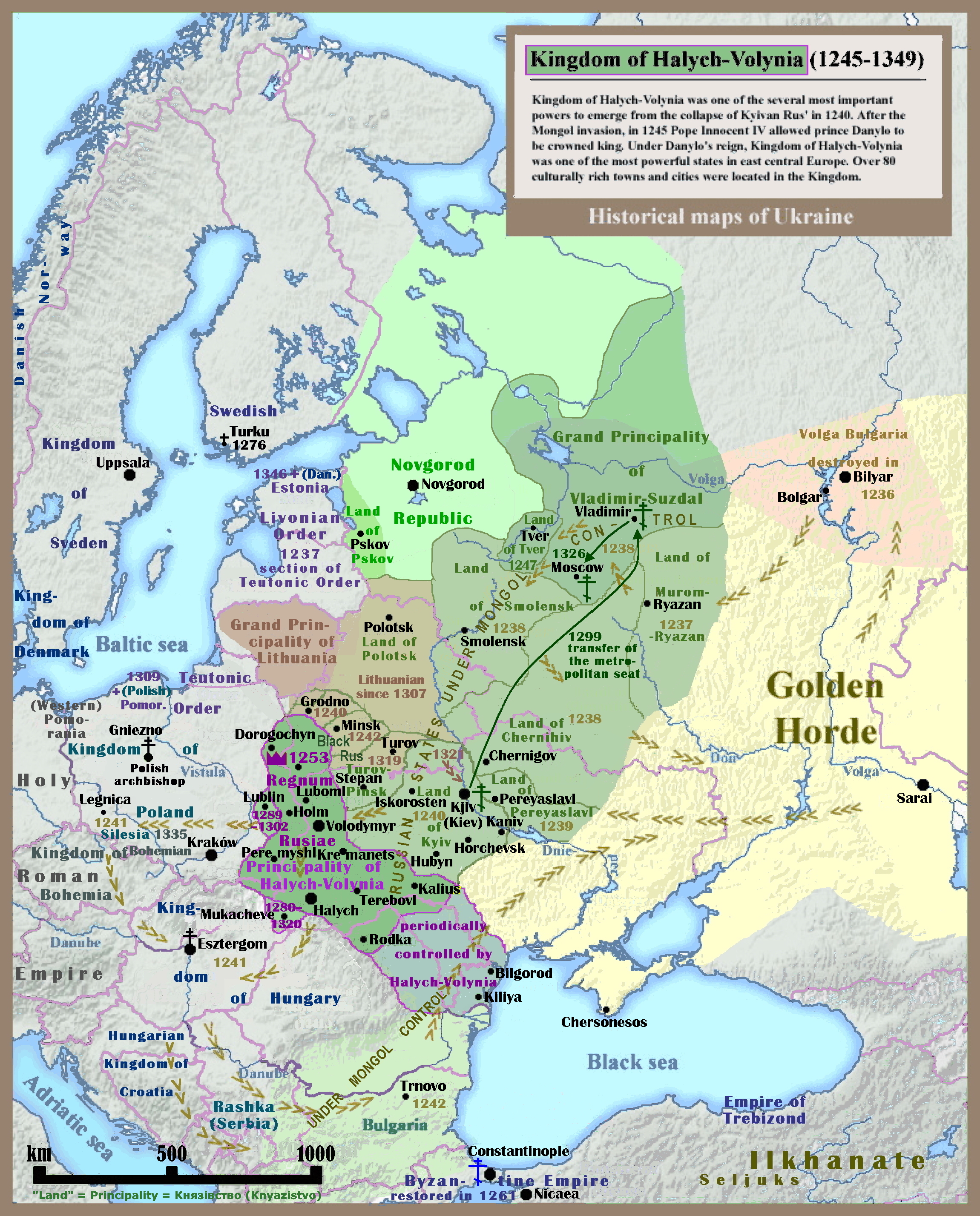
Галицько-Волинська держава (1245—1349)

Після занепаду Київської Русі протягом XII—XIV століть край у складі Галицько-Волинської держави. В цей час активно розвивались містечка Василів, Онут та ін. Водночас почала формуватись адміністративна одиниця — Шипинська земля. Шипинська земля охоплювала територію Північної Буковини та Північної Бессарабії, практично ту саму, що сьогодні утворює Чернівецьку область. Адміністративним центром землі було селище Шипинці. Шипинська земля складалась із трьох волостей, центри яких були укріплені градами: Хотин, Цецин, Хмелів. За часів розквіту Шипинської землі з'являються такі населені пункти, як: Кіцмань, Кучурів, Лужани, Глибока, Вашківці та ін. Після монгольської навали зв'язки Шипинської землі з галицько-волинськими землями послабились, що призвело до її фактичного відокремлення на початку XIV століття, та визнання зверхності Золотої Орди.
На півдні Шипинська земля межувала з Берладською землею — територією між Дністром, Карпатами, Дунаєм та Чорним морем, яка до XIV століття перебувала під контролем Галицько-Волинської держави. Назва походить від річки та містечка (Бирладь), що були центром цієї землі. Населення землі називали — берладники. На цих землях також активно розвиваються Серет, Сочава та інші. Таким чином південна частина Буковини (Південна Буковина) тоді належала до Берладської землі.
Берладська земля була населена вільними людьми з багатьох давньоруських земель, втікачами від князів і бояр або просто шукачами пригод. В очах панівної верхівки Давньоруської держави Берладська земля стала символом свавілля й беззаконня, місцем скупчення викинутих із суспільства людей, про що свідчать слова Володимиро-Суздальського князя Андрія Боголюбського, з презирством кинуті ним 1173 року Давиду Ростиславичу, котрого він прагнув вигнати з Русі:
|  | А ты поиди в Берладь, а в Руськой земли не велю ти быти |

На території Берладської землі переховувався небіж галицького князя Володимирка Володаревича — Іван Берладник після невдалої спроби 1145 року відібрати Галич у дядька. Приборкати бунтівний регіон вдалось Галицькому князю Ярославу Осмомислу, який 1158 року біля Старої Ушиці розбив 6-тисячне військо берладників на чолі з Іваном Ростиславичем.
У другій половині XIV століття на території Шипинської та Берладської земель постало Молдовське князівство.

## Молдавський період

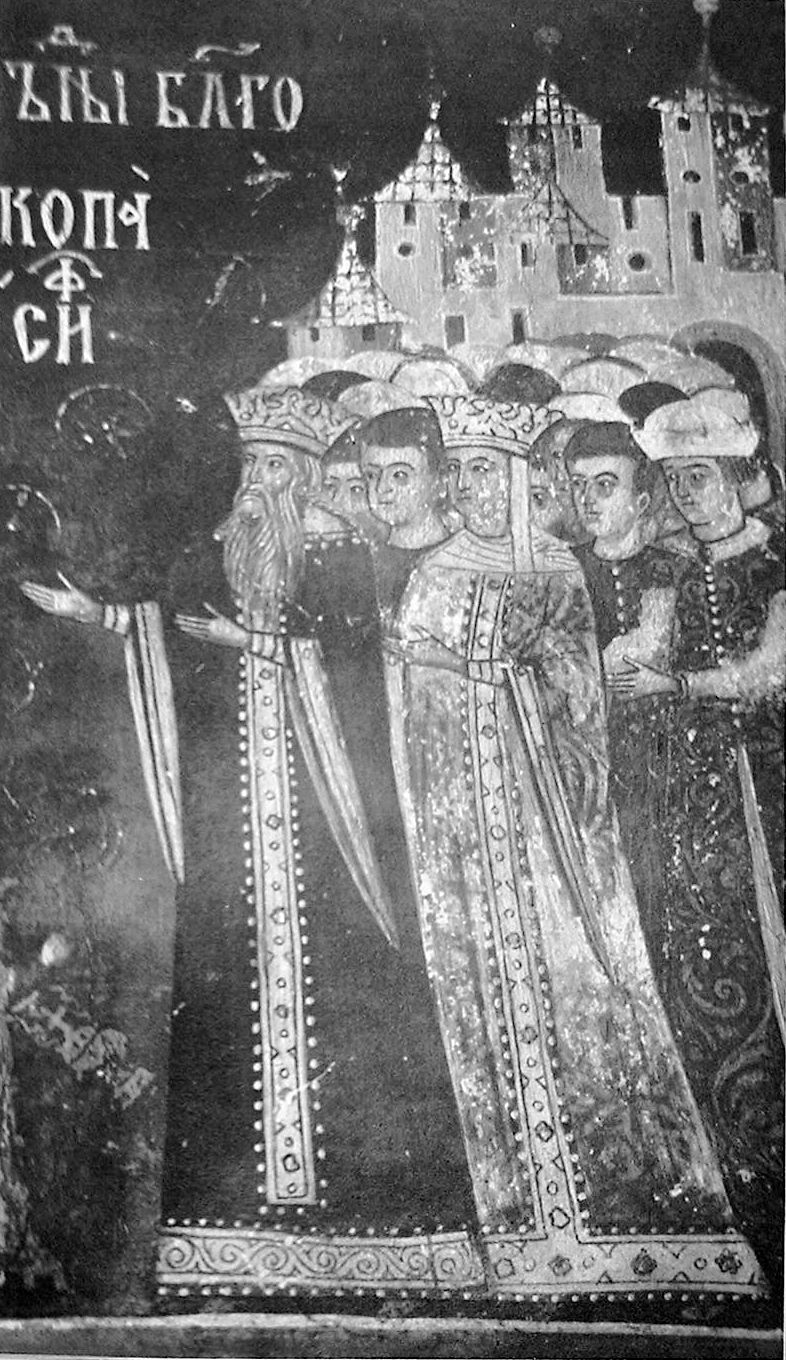
Олександр Добрий і Анна Подільська

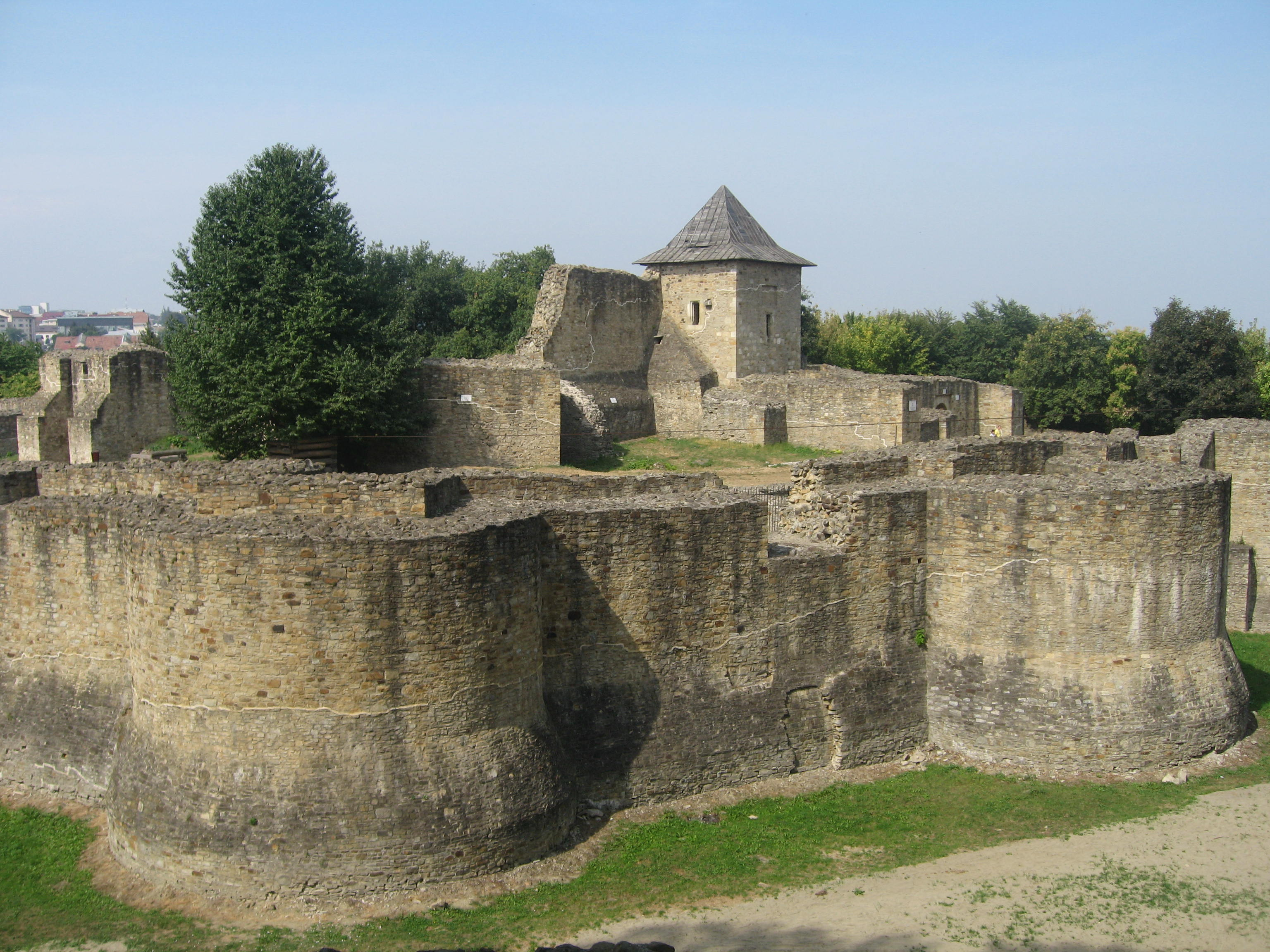
Руїни княжого замку 1374, Сучава

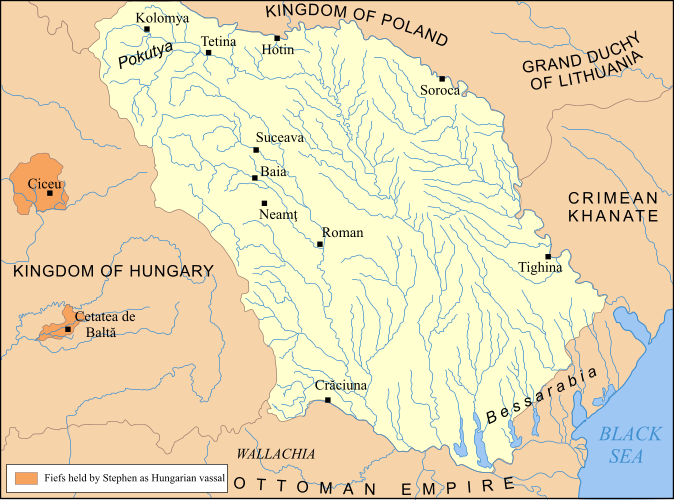
Молдовське князівство за Стефана Великого (бл. 1500)

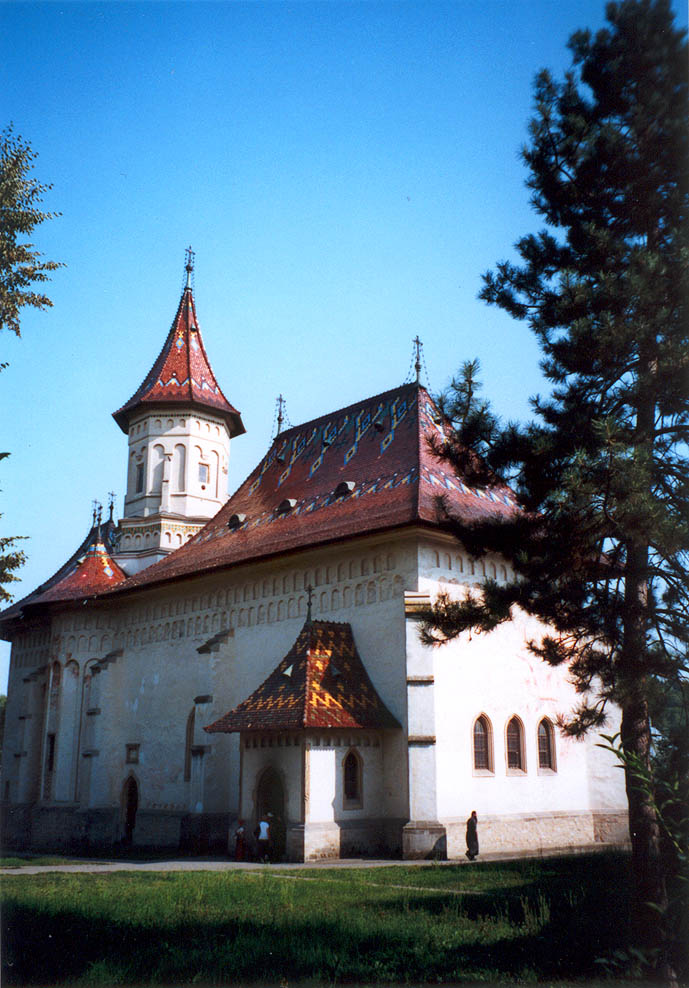
Церква Святого Георгія в монастирі Іоана Сучавського (Сучава). Місце зберігання мощів святого

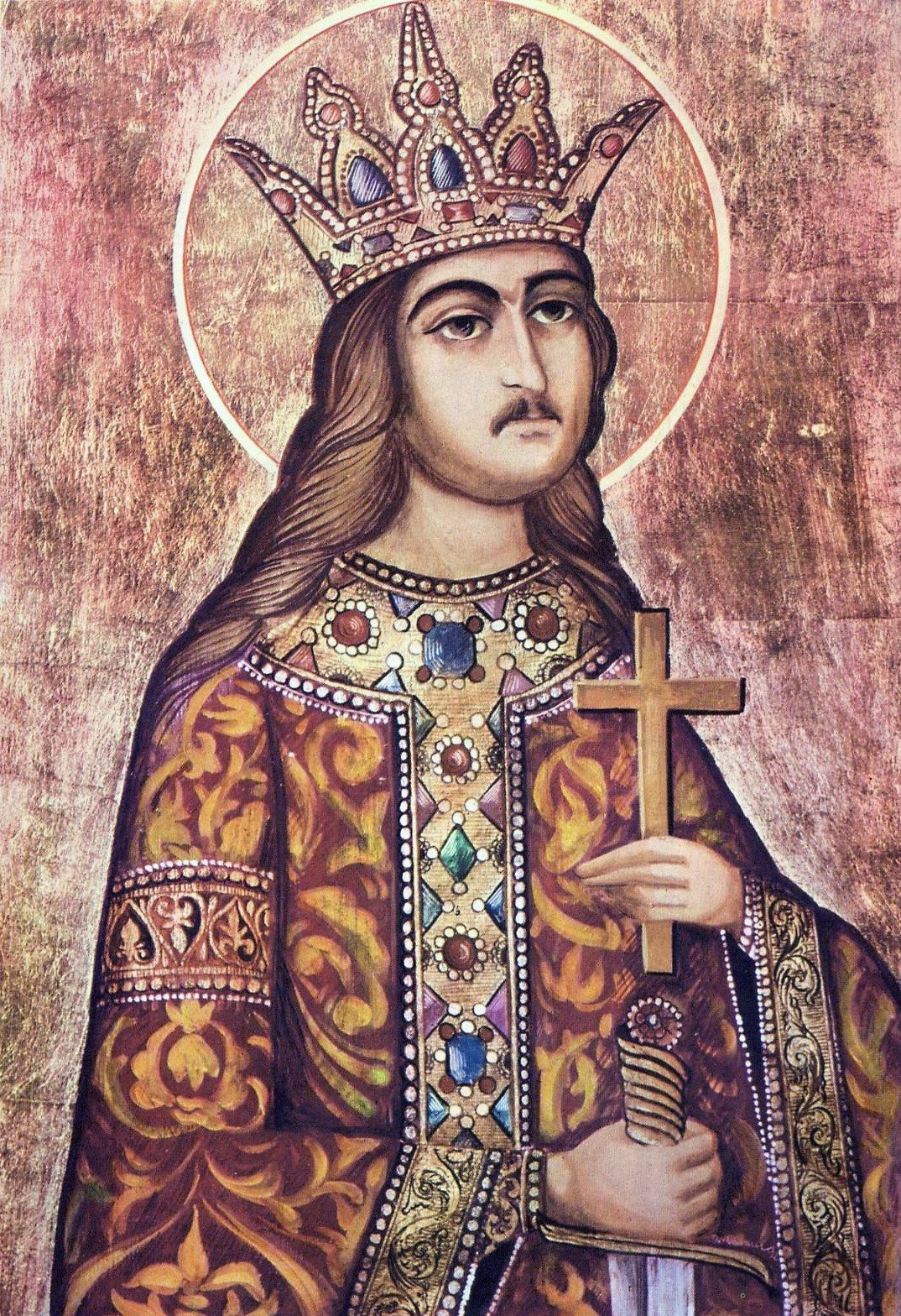
Стефан Великий

У середині XIV століття починається занепад Золотої Орди, у залежності від якої перебував край. 1349 року Королівство Польське захопило Галицьке князівство. Шипинська земля відійшла їхнім союзникам Угорському королівству. Внаслідок цього на землях у басейні річки Молдова формується нова держава — Молдавське князівство, яке перебувало у васальній залежності від Угорського королівства. У 40-х — 50-х роках XIV століття король Людвік І Великий призначив на ці землі намісника воєводу Драгоша, який сприяв переселенню на ці землі волоського населення з Семигороду та Мармарощини.
1359 року, внаслідок повстання проти угорського панування, князівство стало незалежним. Першим правителем незалежного Молдавського князівства (1359—1365) став Богдан I, який до того був воєводою в Мармарощині і васалом угорського короля. Першою столицею держави було місто Серет. З 1385 року — Сучава.
Одним із найбільш видатних господарів Молдовського князівства (1400—1432) був Олександр Добрий, який доклав значних зусиль для зміцнення держави, організації її війська, фінансів, судочинства, домігся певної централізації влади. В часи правління Олександра Доброго почала діяти Боярська рада Молдовського князівства. За староруською мовою, яка використовувалась у діловодстві та в церковній літературі, фактично закріпився офіційний статус. Значна увага приділялась розвиткові міст, для чого роздавались різні привілеї купцям. Саме в грамоті Олександра Доброго від жовтня 1408 року міститься перша відома письмова згадка про столицю Буковини — Чернівці. Грамота, написана староруською мовою, зберігається в Державному історичному музеї Росії, куди вона потрапила зі Львова. Чернівецький обласний державний архів має лише копію цього історичного документа. Значна увага Олександром Добрим приділялась розбудові Православної церкви. Було засновано самостійну Сучавську митрополію під зверхністю Константинопольського патріархату, при якій почала діяти школа для княжих та боярських дітей. Першим Митрополитом став єпископ із Білгороду Дністровського Йосип, за сприяння якого 1402 року до Сучави були перевезені мощі патрона Буковини — Іоана Нового (Сучавського). 12 березня 1402 року Олександр Добрий підтвердив домовленості, укладені його попередникими Петром I Мушатом та Романом I Мушатом із Королівством Польським і визнав її зверхність. За його сприяння був укладений польсько-волосько-молдовський союз. Король Владислав Ягайло дав Олександру Доброму ленним правом Покуття з містами Коломия та Снятин.
До Молдовського князівства Шипинська земля була приєднана на правах автономії у другій половині XIV століття. Автономний статус проіснував майже століття.
Поступово назва краю Шипинська земля почала витіснятись іншим родовим ім'ям — Буковина. Вперше назва Буковина зустрічається в грамоті молдовського господаря Романа І від 30 березня 1392 року, виданій у Сучаві. Ще в Люблінському договорі (що стосувався руської, подільської, молдовської земель, та визначав межі між Молдовським князівством та Угорським королівством, укладеним 15 березня 1412 року між Владиславом Ягайло та Сигізмундом одночасно вживаються терміни Буковина та Шипинська земля. Останній відомий документ, у якому згадується Шипинська земля датується 1444-м роком (Е.Hurmuzaki. «Documente privitoare la istoria Românilor». 1, 2, 1874). Згодом за цими, вкритими буковими лісами, землями закріпилась географічно-історична назва Буковина. При цьому під Буковиною досить часто розуміли всю північну частину Молдовського князівства, включно з територію Північної Бессарабії, і навіть Покуття. Досі збереглись такі визначення, як Покутсько-Буковинські Карпати, Покутсько-буковинський говір тощо.
Виключно під назвою Буковина край згадується у договорі 1482 року між польським королем Владиславом Ягайло та угорським королем Сигізмундом. Буковина та Покуття, як колишні землі Галицького князівства, тривалий час були предметом суперечок між Королівством Польським та Молдовським князівством. Місцеві мешканці, сповідуючи православ'я більше схилялись до Молдови, і брали активну участь у війнах із католицькою Польщею. У 1490—1492 роках землі Буковини та Галичини були охоплені повстанням під керівництвом Мухи.
Протистояння між Молдовським князівством та Королівством Польським тривало з перемінним успіхом. Від визнання Молдовою своєї васальної залежності від Польщі до взяття під повний контроль усіх спірних територій.
За правління Стефана Великого (1457—1504) вдалось змусити поляків підписати мирний договір і закріпити у Молдовському князівстві територію Буковини, визнавши за Королівством Польським права на Покуття. Вирішальне значення при цьому мала битва 26 жовтня 1497 року у буковинському лісі біля села Валя Кузьмина, у якому 22-тисячне молдовське військо завдало нищівної поразки 60-тисячному польському війську. Пізніше поле битви Стефан Великий наказав розчистити і засадити дібровою. З посаджених дубів до сьогодні начебто зберігся один — дуб Стефана.
Після цього Буковина остаточно була закріплена за Молдовським князівством. Автономний статус краю, який існував із моменту входження до Молдовської держави ліквідували. На початку XV століття Молдовське князівство вже охоплювало доволі значну територію. Східним кордоном була річка Дністер, західним — верхів'я Карпат, південним — нижні течії річок Серет та Дунай і Чорне море. На півночі природного кордону не було. Молдовське князівство поділялось на культурно-географічні частини: Верхню Молдову та Нижню Молдову, згодом і Бессарабію. Буковина знаходилась у межах Верхньої Молдови. Адміністративно Верхня Молдова поділялась на 8 цинутів: Хотинський (центр Хотин), Сорокський (Сороки), Дорохойський (Дорохой), Хирлевський (Хирлеу), Чернівецький (Чернівці), Сучавський (Сучава), Нямцький (Нямц), Бакеуський (Бакеу) і Довгопільський вільний окіл. Населення князівства переважно складали волохи та рутени. Якщо загалом у державі рутенів було близько 30 %, то в межах Верхньої Молдови вони становили більшість — близько 60 %.
У XV столітті Молдовське князівство вело запеклу боротьбу проти турецької агресії, очолювану князем Стефаном Великим. Однак після його смерті 1514 року потрапило у васальну залежність від Османської імперії і зобов'язувалось платити щорічну данину султанові. Наприкінці XVI століття князівство було перетворено на звичайну провінцію імперії. Тоді ж розпочалось активне оволощення буковинських земель, яке особливо посилилось після перенесення 1564 року столиці князівства з Сучави до Ясс. Незалежною державою у тогочасних кордонах Молдова вже ніколи не була.

## Буковина та Козацька держава

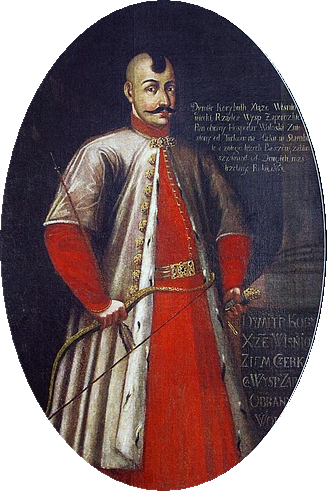
Дмитро «Байда» Вишневе́цький

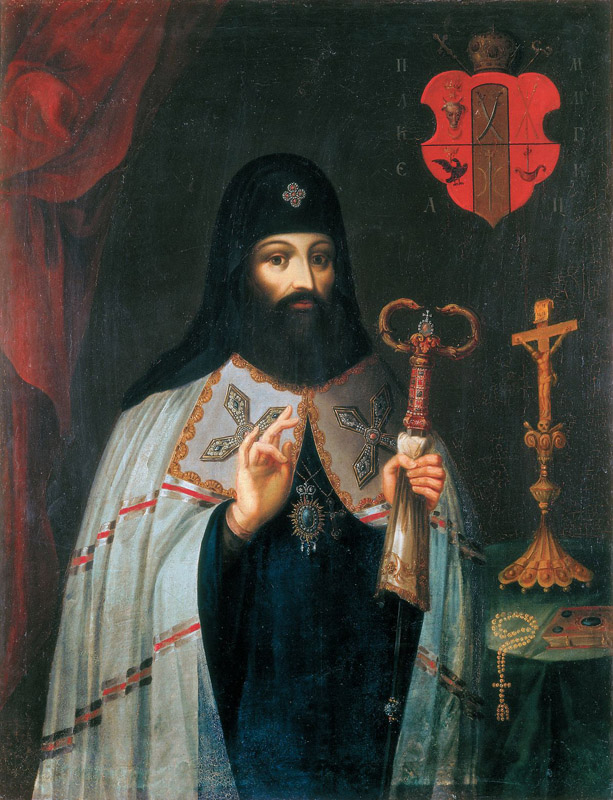
Митрополит Петро Могила

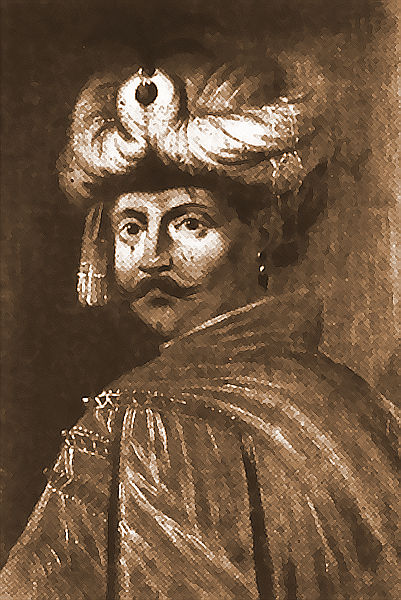
Тиміш Хмельницький

Протягом XVI—XVII століть загони козаків часто вели воєнні дії на території Молдовського князівства проти турецько-татарських загарбників. Буковина також не залишилась осторонь подій, пов'язаних із прагненням українців створити у XVII столітті власну Козацьку державу.
1563 року на пропозицію молдовських бояр український кошовий отаман Дмитро Вишневецький (козацький ватажок, 1552 року заснував Малу Хортицю з якої розпочала свій розвиток Запорозька Січ) мав стати Господарем Молдовського князівства, й очолити боротьбу молдовського народу проти Османської імперії. Через зраду протурецької частини боярства планам не судилося бути реалізованими. Дмитра Вишневецького було взято в полон і відправлено до Оттоманської порти, де він помер смертю мученика. У 1570-ті роки походи сюди очолював Іван Підкова (1577—1578) був Господарем Молдовського князівства.
1620 року в Цецорській битві пліч-о-пліч з іншими українцями, підданими Молдовського князівства та Речі Посполитої, брали участь чигиринський підстароста Михайло Хмельницький та його син Богдан Хмельницький. У битві з татарами під Цецорою Михайло Хмельницький загинув. Богдан Хмельницький потрапив у полон, де перебував два роки. 1621 року значна частина буковинців брала участь у Хотинській битві у складі Війська Запорозького на чолі з Гетьманом Петром Сагайдачним, який був смертельно поранений під час битви. У Цецорській та Хотинській битвах у лавах Війська Запорозького також брав безпосередню участь видатний буковинець — молдовський боярин, український політичний, церковний і освітній діяч, Митрополит Київський, Галицький і всієї Русі Петро Могила.
В роки національно-визвольної війни українського народу під керівництвом Богдана Хмельницького (1648—1657) у складі козацько-селянських військ перебувала значна частина буковинців, які утворили власний полк, що брав участь у облозі Львова (1648).
1650 року Богдан Хмельницький очолив похід у Молдову, який завершився укладенням союзу з Господарем Василем Лупулом. З метою зміцнення союзу у липні 1652 року було укладено шлюб між Тимошем Хмельницьким (сином Богдана Хмельницького) та Розандою Лупул (донькою Василя Лупула).
Союз Козацької держави з Молдовським князівством викликав занепокоєння у семигородського Князя Юрія ІІ Ракоці та Господаря Волощини Матея Басараба, які, об'єднавшись із загонами претендента на молдовський престол канцлера (логофета) Стефана Георгіцу, розпочали війну проти Василя Лупула. На захист Молдовського князівства та влади свого тестя від зовнішнього агресора змушений був виступити Тиміш Хмельницький, який загинув 15 вересня 1653 року в місті Сучава під час Сучавської кампанії.
Впродовж XVI—XVIII століть культурні зв'язки Буковини з іншими українськими землями залишались постійними. Молдовські господарі були фундаторами багатьох церков в Україні (Успенська та П'ятницька церкви у Львові та ін.). Відбувався обмін культурними цінностями, насамперед друкованими книгами. Багато вихідців із Буковини навчалися у школах та колегіях Києва, Львова та інших українських міст.

## Австрійський період

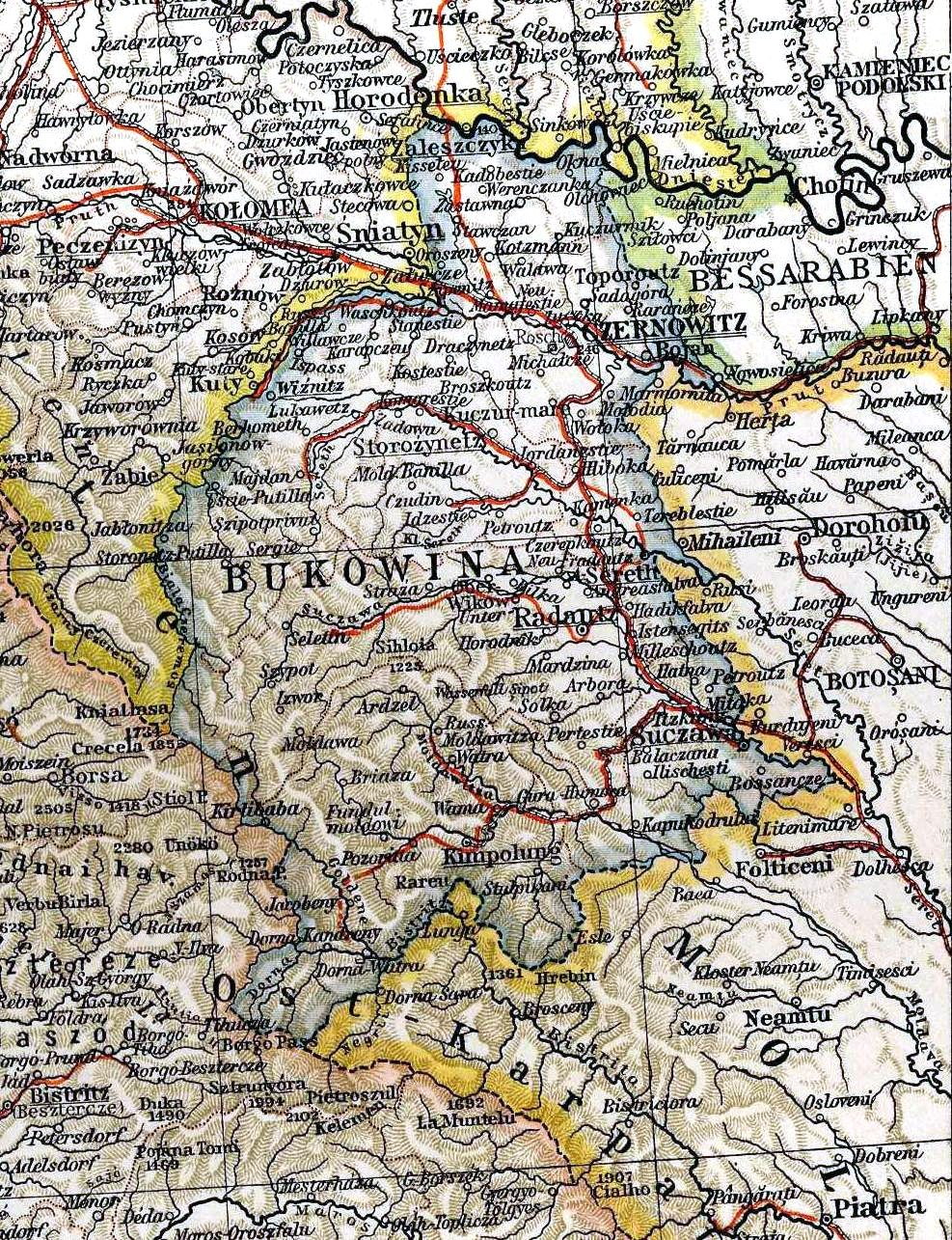
Буковина у складі Австро-Угорської імперії, мапа 1901 р.

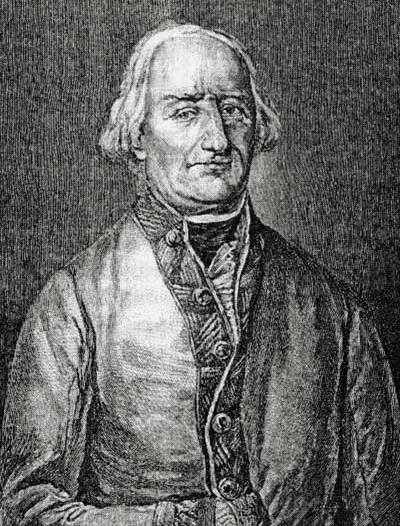
Карл Енценберг

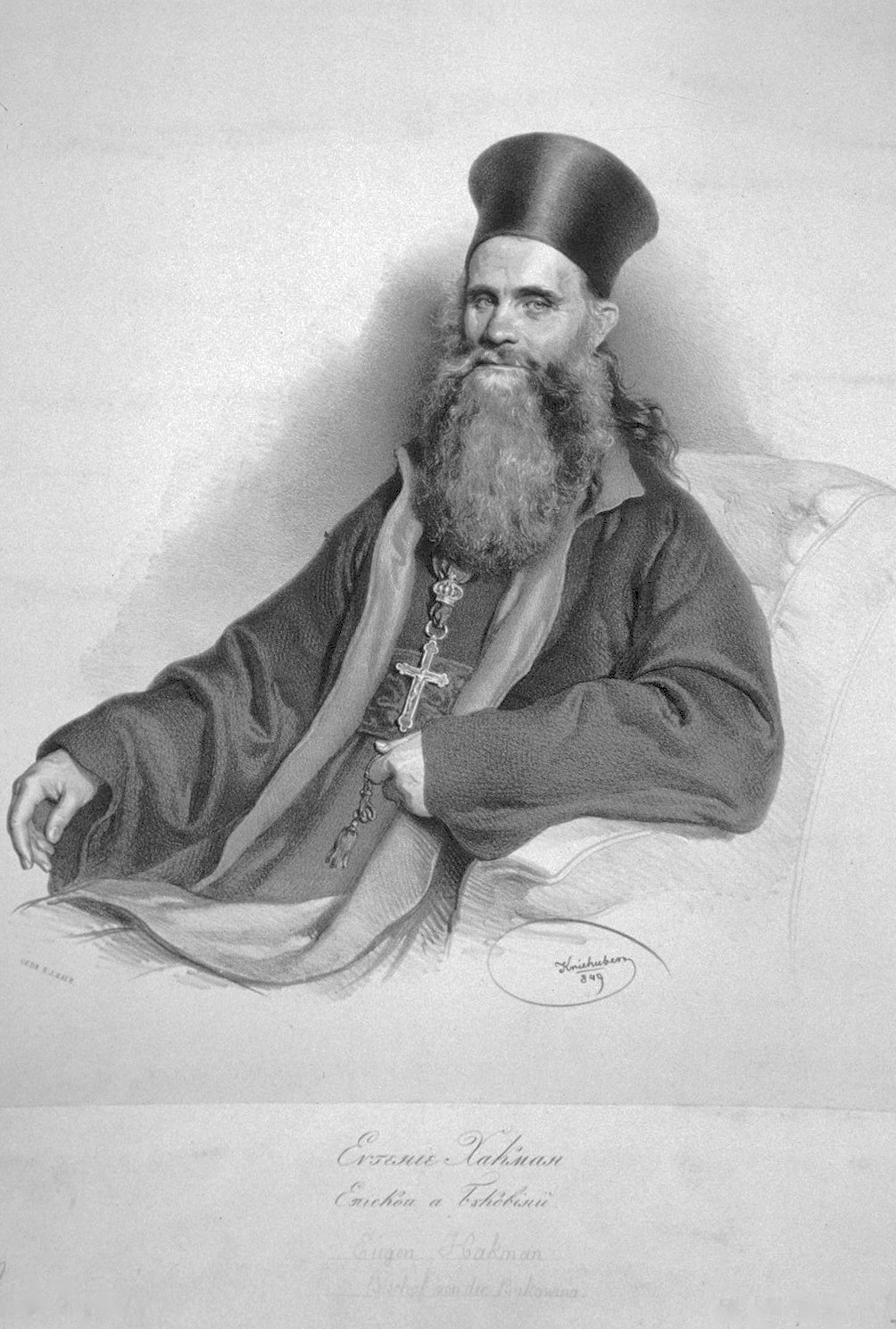
Владика Євгеній (Гакман) 1849

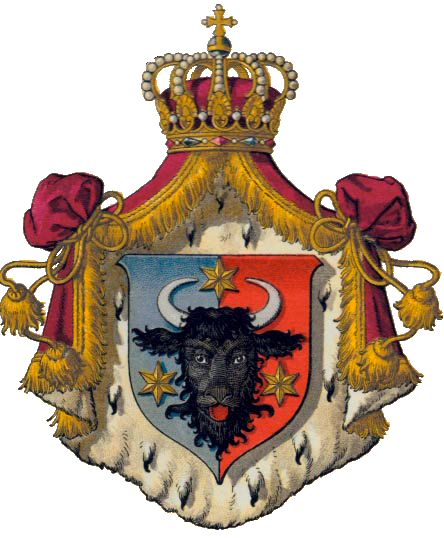
Герб герцогства Буковина

Прапор герцогства Буковина

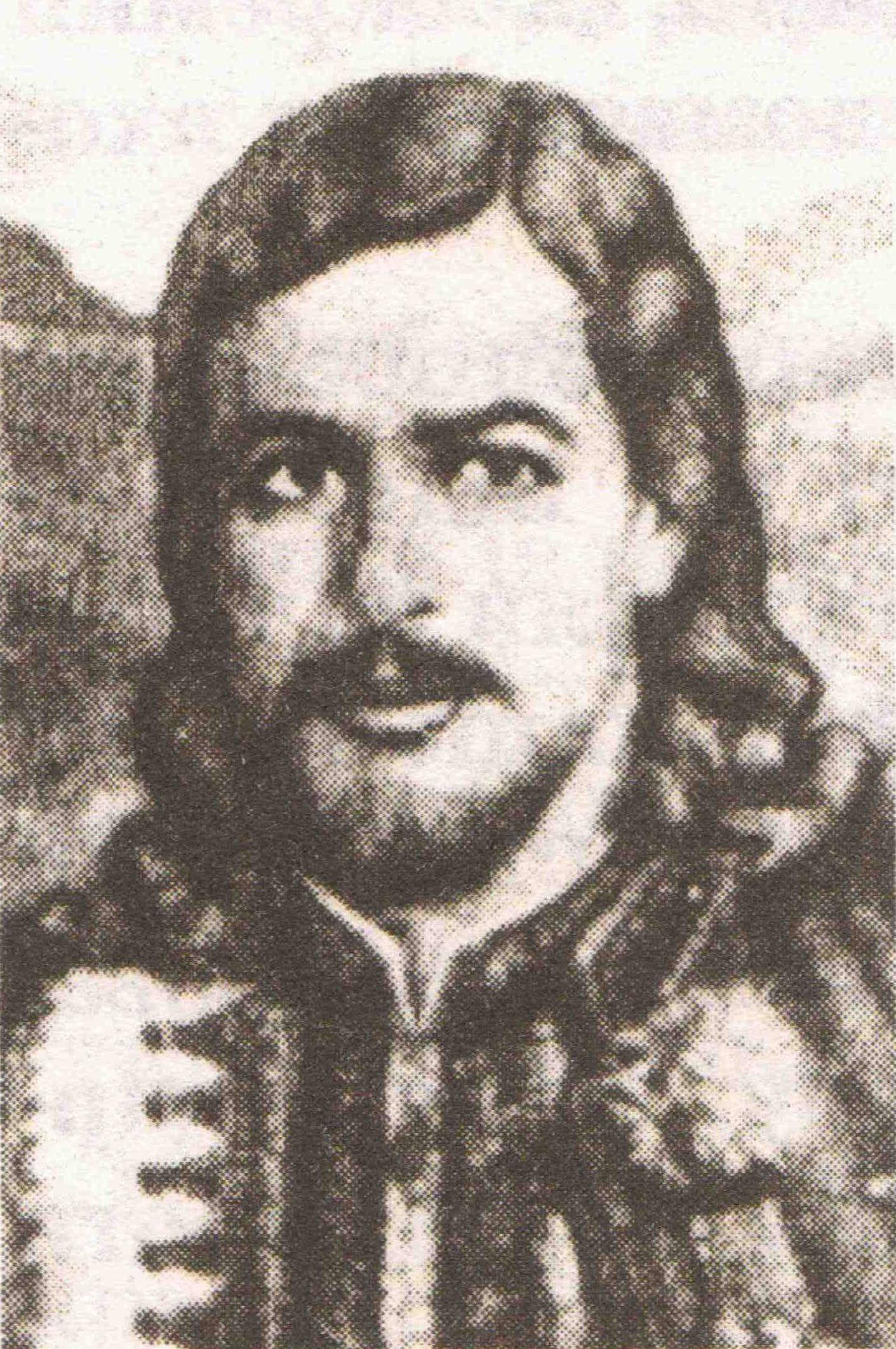
Лук'ян Кобилиця

Під час Російсько-турецької війни (1768—1774) Буковина з 1769 року перебувала під контролем російської армії. Після завершення війни Габсбурзька монархія, бажаючи покращити сполучення між своїми землями, висунула претензії на Буковину. Свої вимоги вона аргументувала тим, що за результатами Першого поділу Речі Посполитої 1772 року Габсбурзька монархія володіла Галичиною та мала права на всі історичні землі колишнього Галицького князівства. Російська імперія залишила Буковину 1774 року. 31 серпня того ж року австрійські війська під командуванням генерала Габріела Сплені зайняли Чернівці. Остаточне зайняття Буковини завершилось у другій половині жовтня 1774 року. 7 травня 1775 року в Константинополі було укладено Конвенцію між Османською імперією та Габсбурзькою монархією про передачу Буковини. 25 лютого 1777 року, після остаточної демаркації кордонів, було ратифіковано Конвенцію від 7 травня 1775 року. 12 жовтня 1777 року Буковина присягнула на вірність Габсбурзькій монархії, у складі якої Буковина перебувала до 1918 року.
Спочатку на території краю діяла Військова Адміністрація, що безпосередньо підпорядковувалась Придворній військовій раді у Відні та Генеральному командуванню Королівства Галичини та Володимирії у Львові. В офіційних військових документах регіон спочатку називали Чернівецьким генералатом. У травні 1775 року за новою австрійською провінцією утвердилась офіційна назва — Буковина. До цього назва Буковина, як позначення певної територіальної цілісності або політична назва, не вживалась. З цього часу і до 1786 року на теренах краю функціонує Дистрикт Буковина з центром у Чернівцях. При цьому край був поділений на Чернівецький, Сучавський, Серетський та Вижницький директоріати, очолювані військовими (директорами). Головою Військової Адміністрації протягом цього часу був генерал Габріел Сплені фон Міхалди.
На основі цісарського патенту від 6 серпня 1786 року Дистрикт Буковина реорганізували в Буковинський округ Королівства Галичини та Володимирії, а Військова Адміністрація, виконавши місію організації влади перехідного періоду, передала повноваження Окружному Управлінню. Останнім Головою Військової Адміністрації був генерал Карл фон Енценберг, який водночас став і першим керівником цивільної адміністрації краю. Окружне Управління розміщувалось у Чернівцях. Керував Управлінням староста, якого разом із комісарами призначав особисто цісар, а решту чиновників — окружний староста самостійно. Округ поділявся на 4 дистрикти (з 1 серпня 1794 року — повіти) та окремий Довгопільський окіл. Кожен повіт складався з 12 околів по 10 громад у кожному. Повітові управи, які підпорядковувались Окружному Управлінню, очолювались повітовими старостами. У військовій галузі Буковинський округ поділявся на Чернівецький і Сучавський полкові райони. У 1820-х роках на Буковині було запроваджено рекрутський набір до австрійської армії. Служба тривала 14 років і лише з 1845 року була скорочена до 8-ми.
З січня 1849 року Буковина — коронний край Герцогство Буковина. Герцогство було поділено на 8 округів. Дев'ятим самостійним округом було головне місто Чернівці. На території герцогства діяли 16 окружних судів та два суди другого ступеня. Головною посадовою особою був Президент коронного краю. Першим керівником Герцогства Буковина (лютий-липень 1849 року) став граф Едуард фон Бах. На Буковині почав діяти крайовий сейм. Відповідно до постанови від 20 лютого 1861 року Буковинський сейм складався з 31-го посла, а саме: архієпископа, 10 представників від великих землевласників, 5 представників від міст, 2 представників від торгової та промислової палат, 12 представників від сільських громад. Від 1875 року послом Буковинського сейму також був ректор Чернівецького університету. До австрійського парламенту Буковина відправляла 9 представників. Незважаючи на те, що адміністративно Буковина була окремим суб'єктом, у судових справах вона підпорядковувалась Оберландсгерихту у Львові. Так само військове управління підпорядковувалось львівському генерал-комендантству.
Німецьку мову було встановлено урядовою.
1781 року Імператор Йосиф II видав патент (указ), яким усі парафії та монастирі в межах австрійської Буковини було об'єднано в одну єпархію та підпорядковано Радівському єпископові Доситею Херескулу. 12 грудня того ж року єпископську катедру було перенесено до Чернівців. 23 січня 1873 року вийшов декрет Франца Йосифа I, відповідно до якого було утворено незалежну Буковинську митрополію, яка мала фактично автокефальний статус. Першим Митрополитом Буковини і Далмації став єпископ Євгеній (Гакман). При митрополії почала діяти своя друкарня, де видавалось багато православної релігійно-духовної й богословської літератури: двомовний єпархіальний журнал «Світильник» («Candela»), збірники церковних проповідей, церковні календарі, книги й брошури повчального характеру для мирян. Завдяки зусиллям владики у Чернівцях було споруджено кілька визначних архітектурних пам'яток церковного зодчества: Свято-Духівський Кафедральний собор, Свято-Параскевинську церкву, Резиденцію митрополитів Буковини і Далмації. Водночас Митрополит Євгеній (Гакман) не залишався осторонь громадсько-політичного життя краю. Протягом 1848-го-1849-го років на прохання (за деякими даними — на вимогу) представників румунської громади на чолі з Євдоксієм Гурмузакі підписував петиції щодо відокремлення Буковини від Галичини. Після цього активно протидіяв намаганням румунів прилучити Буковину до Семигороду (1849—1861). 1861 року він став першим крайовим Маршалком Буковинського сейму. Брав безпосередню активну участь (1869) в організації на Буковині товариства «Руська Бесіда».
Імператор Франц Йосиф I доволі прихильно ставився до Буковини. За активного сприяння цісаря було відкрито цілу низку навчальних закладів та медичних установ на Буковині. Зокрема, 4 жовтня 1875 року указом Франца Йосифа I на основі теологічного інституту, що існував із 1827 року, засновано Чернівецький університет із німецькою мовою викладання, та з окремими кафедрами української (руської) і румунської філологій. Першим ректором університету став відомий учений і громадський діяч Костянтин Томащук (українець за походженням). В Чернівецькому університеті працювали відомі вчені-природознавці Костянтин Гормузакі та Карл Пенеке.
Незважаючи на цілу низку позитивних змін для Буковини в «австрійський період», негативні явища імперіалізму на основі феодальних відносин відчувались і тут. Кріпацтво, зубожіння простого люду, незбалансована національна політика, ставлення до українців як до людей «другого сорту» породжували повстанські рухи. Опришківські повстання відбувались на Буковині регулярно протягом усього австрійського періоду. В 1843—1844 та 1848—1849 роках Лук'ян Кобилиця (простий селянин із путильщини, який став депутатом парламенту Австрії) очолив виступи селян із двадцяти двох буковинських сіл, які відмовились від повинностей, вигнали чиновників, встановили самоуправління, висунули вимоги щодо відкриття українських шкіл, вільного користування лісами і пасовиськами, зажадали переведення їх на становище державних селян.
У березні 1848 року Австрійську імперію охопила революція. Внаслідок революційних подій у відставку був відправлений реакційний уряд канцлера Меттерніха, проголошено свободу друку, намір провести вибори до парламенту і прийняти конституцію, дозволено створювати національні військові частини. Одним із найсерйозніших наслідків було скасування кріпацтва. 22 квітня 1848 року (на Великдень) було проголошено закон, виданий Фердинандом І, яким у Австрійській імперії ліквідовувалось кріпацтво, а селяни ставали вільними. Все це розбудило підкорені Габсбурзькою монархією народи, зокрема й русинів.
2 травня 1848 року у Львові постала перша українська політична організація в Австрійській імперії — Головна Руська Рада, яка заявила про єдність усього 15-мільйонного українського народу і підтримала національні права усіх поневолених народів. Головна Руська Рада одна з перших висунула ідею поділу Галичини на Східну (українську) та Західну (польську), Буковини — на Північну (українську) та Південну (румунську), та разом із Підкарпатською Руссю об'єднатись в одну провінцію у складі Австрійської імперії. Висувались вимоги щодо викладання у школах та видання урядових розпоряджень українською мовою. 19 жовтня 1848 року у Львові було проведено Собор руських учених, у якому брали участь й представники Буковини. У роботі Собору брали участь 99 осіб, які здійснювали наради у 9 секціях. В результаті було накреслено широку програму організації української науки і народного шкільництва (серед інших видання шкільних загальноосвітніх довідників), схвалено утворити «Общество просвіщення народного» та питання української літературної мови тощо.

Микола фон Василько

У цей же час у Чернівцях почали активну діяльність товариства «Руська Бесіда» (1869) та «Руська Рада» (1870), студентське товариство «Союз» (1875). У лютому 1884 року були скликані установчі збори товариства «Український Народний Дім у Чернівцях», на яких головою було обрано професора Єротея Пігуляка. Одразу після створення товариства постало питання про спорудження власного будинку. У жовтні того ж року серед місцевих українців було розповсюджено звернення і започатковано збір коштів на власний будинок товариства. Допомагали у зборі коштів під час канікул студенти українського походження. На будівництво Народного дому пожертвували кошти бургомістр Антін Кохановський та буковинський митрополит Аркадій (Чуперкович). Українські академічні художники Юстин Пігуляк і Микола Івасюк погодились намалювати по картині для лотерейного продажу на користь Українського Дому. Юрій Федькович пожертвував свої найкращі драматичні твори. Після Єротея Пігуляка товариство очолив Сидір Воробкевич. 1888 року осередок українства на Буковині переїхав у новозбудоване приміщення. Водночас на Буковині починають виходити українські часописи: «Буковина» (1885), «Руська Рада» (1898) тощо. 1903 року українські посли Буковинського сейму на чолі з Миколою Васильком організували ліберальну групу «Вільнодумний союз», яка стала реальною альтернативою «румунській групі», що не визнавала прав інших національних груп краю на самовизначення і переймалась виключно правами буковинських румунів. До складу «Вільнодумного союзу» увійшли представники практично всіх національних громад Буковини, включно з румунською на чолі з Аурелом Ончулом, який не підтримав Коаліцію великих румунських землевласників. «Вільнодумному союзу» вдалось затвердити у сеймі кілька законів, що допомогли здобути культурну автономію національним групам, що проживали на Буковині. Відтоді національний рух на Буковині почав переходити зі стану аматорсько-просвітницького в державно-політичний. Активними діячами руського (українського) руху на Буковині кінця XIX — початку XX століть були: Степан Смаль-Стоцький, Омелян Попович, Єротей Пігуляк, Микола Василько, Сидір Воробкевич, Теофіл Драчинський, Володимир Залозецький, Володимир Ясеницький-Корнич, Володимир Филипович та багато інших.

Георге Гурмузакі

Румуни Буковини також гуртувались у свої національні рухи. Протягом XIX століття їхньою основною рушійною силою були брати Євдоксій, Георге та Александру Гурмузакі, які 1848 року заснували «Партію патріотів», започаткували румунську політичну, релігійну і літературну газету «Буковина» («Bucovina»; друкувалась румунською та німецькою мовами). До випуску газети активно долучався один із фундаторів духовного життя румунів Буковини Арон Пумнул. З 1865 року локомотивом руху за національно-культурне відродження буковинських румунів виступало Товариство румунської культури і літератури Буковини, першим керівником якого став Георге Гурмузакі. Ставлення братів Гурмузакі до «буковинського питання» не було однозначним. Від ліричного захоплення поліетнічністю краю Александру Гурмузакі до майже шовіністичних поглядів Євдоксія Гурмузакі. Так за твердженнями відомого буковинознавця Івана Снігура: «у своїх дослідженнях та публіцистиці Євдоксій Гурмузакі однобічно висвітлював буковинське питання та виражав відверту ворожість до всього українського, заклав основи шовіністичної історіографії багатьох румунських істориків щодо Буковини, з його легкої руки Буковину почали називати Верхньою Молдовою».
7 березня 1892 року у Чернівцях відбувся мітинг румунів, який прийняв постанову про об'єднання усіх румунських сил у єдину національну партію (в рамках політичної сили «Конкорд»). Ця дата в історіографії вважається моментом створення Румунської національної партії Буковини (PNR). 1898 року керівником партії обрали Янку Флондора, одного з найбільш активних учасників румунського руху на Буковині. Через суперечки в партії він залишив її і заснував «Національну Популярну Партію» (PNP), де він обіймав посаду керівника Центрального Комітету, тільки щоб возз'єднатися 1902 року з PNR. Потім Янку Флондор став головою цієї партії. В жовтні 1903 року через скандал, пов'язаний з обвинуваченням в антисемітських висловах Янку Флондор остаточно залишив PNR. Навколо Янку Флондора гуртувались буковинські румуни, які виступали за якнайшвидше приєднання всієї Буковини до Румунського королівства. Більш помірковані буковинські румуни гуртувались навколо депутатів парламенту Австро-Угорщини Аурела Ончула (доктора права) та Ґеорґе Ґрігоровіча (лідер політичного об'єднання «Вперед», був секретарем і видавцем румунської соціал-демократичної газети «Іддріа»), які виступали за порозуміння з буковинськими українцями та поділ Буковини на румунську та українську частини.

Бенно Штраухер

На межі XIX—XX століть надзвичайно впливовою на Буковині була єврейська громада, яка гуртувалась навколо Чернівецької єврейської релігійної громади. Ця єврейська організація, як об'єднання громадян, що сповідували юдаїзм була створена 1786 року згідно з Указом австрійського цісаря. Чернівецька єврейська релігійна громада мала свої власні установи, зокрема: школу, шпиталь, громадські синагоги, лазню, цвинтар, птахорізку. Найбільш впливовим представником єврейської громади Буковини був багаторічний президент Чернівецької єврейської релігійної громади, доктор права Бенно Штраухер, який 35 років віддав служінням інтересам євреїв Буковини та Чернівців і був безперечним їхнім лідером на політичній арені. За активного сприяння доктора Штраухера було споруджено Чернівецький палац юстиції, Чернівецький міський театр, Чернівецький залізничний вокзал. Спільно з архітектором Юліусом Бохнером у 1907—1908 роках керували будівництвом шедевру містобудування — Єврейського Народного Дому в Чернівцях. Як громадський радник доктор Штраухер брав участь у вирішенні питань вуличного руху в Чернівцях, становлення міської шкільної освіти, реорганізації магістрату. В 1907—1911 роках доктор Штраухер обирався депутатом буковинського Сойму та парламенту Австрії. 1903 року доктор Штраухер (посол буковинського крайового Сойму) разом із представниками інших національних громад став активним членом ліберальної групи «Вільнодумний союз» Миколи Василька.

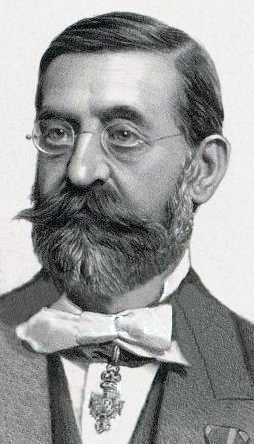
Антон Кохановський

Буковинські німці були четвертою за чисельністю етнічною громадою краю і гуртувались у чотири товариства: «Товариство християнських німців Буковини», «Товариство німецьких сільськогосподарських спілок», «Ощадне і позичкове товариство для німців міста Чернівці та передмість», а також «Німецька шкільна спілка». Силами цих товариств протягом 1908-го-1910-го років на вулиці Панській (сьогодні вулиця Кобилянської) було збудовано архітектурну окрасу Чернівців — Німецький Народний Дім. Керував будівництвом надвірний радник Ервін Мюллер.
Поляки Буковини об'єднувались у громадських організаціях «Польське товариство братньої допомоги» і «Польська Читальня», які були створені у Чернівцях 1869 року. Видавалась «Газета польська», редактором якої був Клеменс Колаковський. Провідниками польського руху на Буковині були О. Моргенбессер, К. Каміл, І. Курніцький, А. Гостковські, Т. Мішке. Найвидатнішим діячем польської громади Буковини був барон Антон Кохановський, який протягом 26 років (1866—1874 та 1887—1905) обіймав посаду бургомістра Чернівців. Всі громадські польські громадські товариства Буковини об'єднувались у Польський Народний Дім у Чернівцях.
На межі XIX—XX століть на Буковині жили і творили видатні українські літератори Юрій Федькович, Ольга Кобилянська, Осип Маковей, Євгенія Ярошинська, Іван Бажанський та ін., німецькі літератори Ернст Рудольф Небауер (Ernst Rudolf Neubauer), Людвіг Адольф Стауф-Сіміновіч (Ludwig Adolf Staufe-Simiginowicz) та ін., румунські літератори Міхай Емінеску, Арон Пумнул та композитор Чіпріан Порумбеску. Багато хто з них описував тяжке становище буковинського селянства та інших верств населення. У зв'язку з несприятливими умовами стала масовою еміграція населення, головним чином до США та Канади. У 1891—1910 роках із Буковини виїхало близько 50 тисяч осіб.

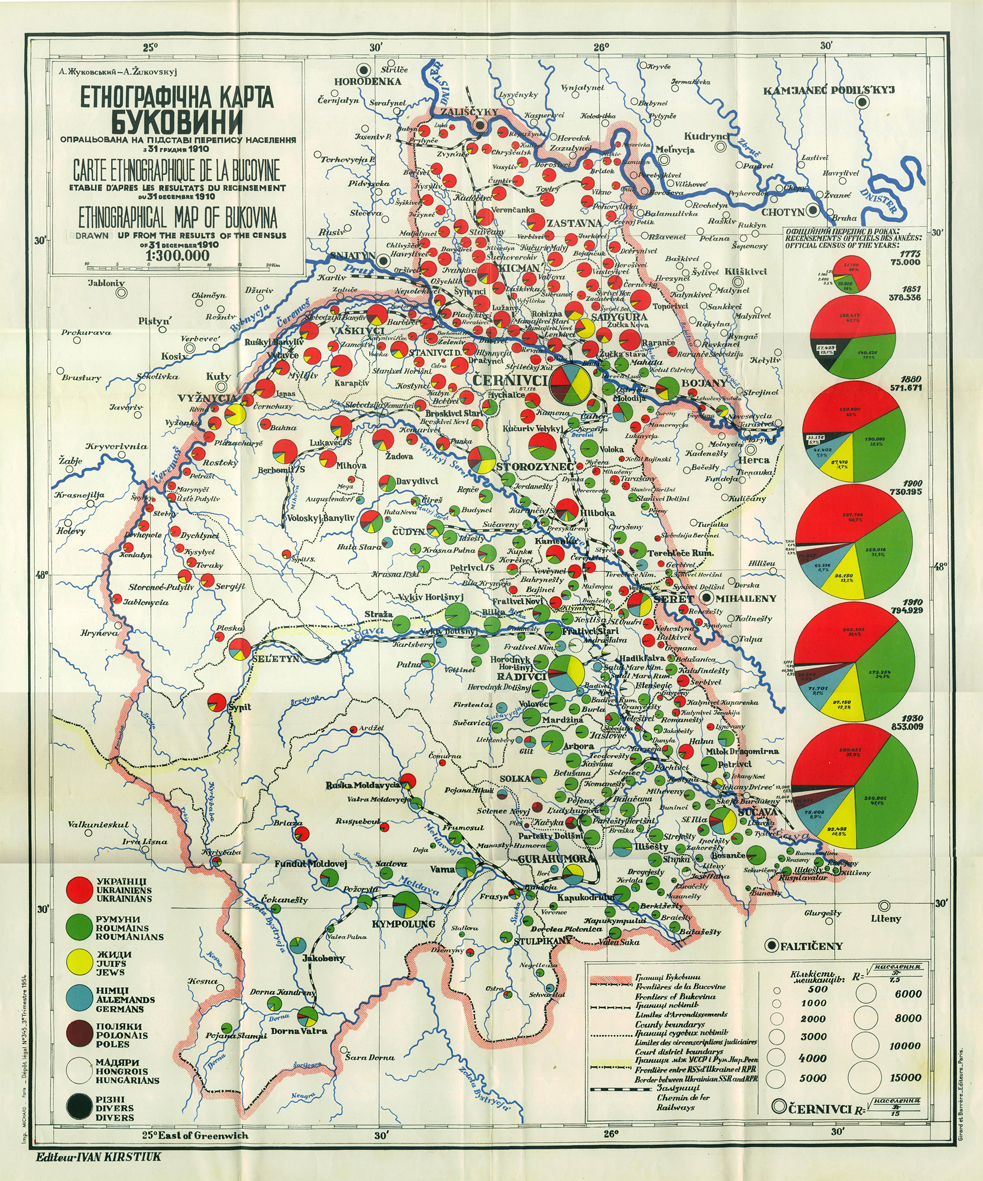
Етнографічна карта Буковини за даними перепису 1910 року

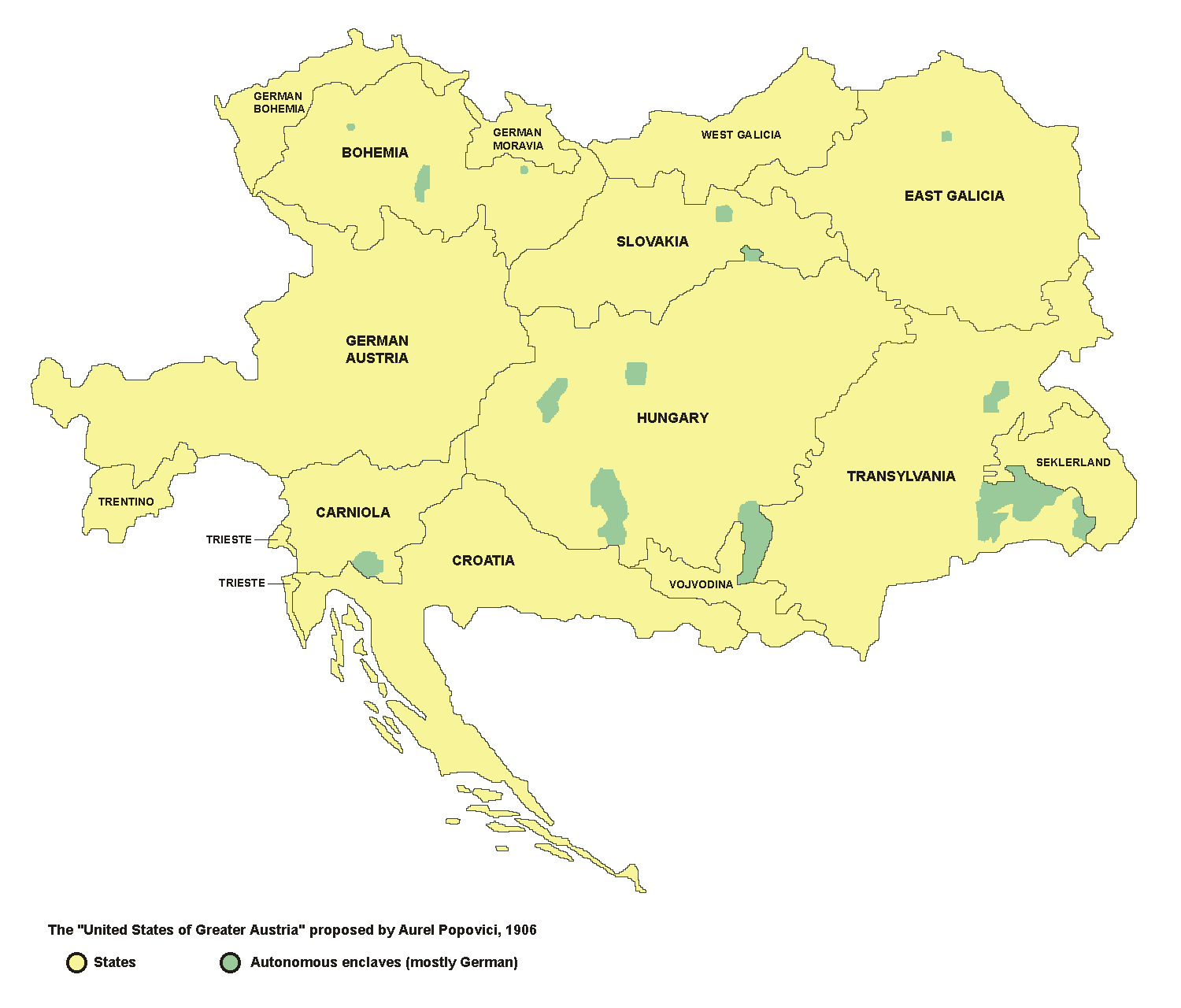
Сполучені Штати Великої Австрії

Станом на кінець XIX-го століття (1887) на Буковині було 4 міста, 6 містечок, 325 сіл, проживало близько 627786 осіб (313076 чоловіків і 314715 жінок). За походженням: 42 % русини, 32,5 % румуни, 12 % євреї, 8 % німці, 3 % поляки, 1,7 % угорці, 0,5 % вірмени, 0,3 % чехи. За віросповіданням — православні 71 %.
На початку ХХ-го століття ерцгерцог Франц Фердинанд із групою вчених (на чолі з австро-угорським юристом та політиком, Аурелом Поповичем, румуном за походженням) розпочав роботу над реформою адміністративно-територіального устрою Австро-Угорщини. Планувалось радикально перекроїти карту держави, створивши напівавтономні штати, кожен із яких би представляв одну з 11 націй імперії. Разом вони мали б утворити велику конфедерацію — Сполучені Штати Великої Австрії. Одним з 15 новоутворених штатів мав бути український штат Ost-Galizien (Східна Галичина), до якого увійшли би всі землі імперії з компактним проживанням русинів, зокрема Північна Буковина. Південна Буковина мала увійти до складу румунського штату Siebenbürgen (Трансильванія (Семигород). Таким чином Франц Фердинанд хотів виправити дисбаланс політичного впливу в імперії. Проекту чинили значний спротив в угорській частині імперії, оскільки за результатами планованих реформ Угорське королівство зазнавало суттєвих втрат. Реформу не встигли реалізувати. 28 червня 1914 року Франц Фердинанд був убитий у Сараєві, що стало приводом до розв'язання Першої світової війни, унаслідок якої Австро-Угорщина перестала існувати.
У роки Першої світової війни Буковина була безпосереднім театром воєнних дій, у зв'язку з чим зазнала значних руйнувань, а місцеве населення відчуло на собі всі лихоліття війни. Після кількох успішних військових операцій (Галицька битва, Карпатська операція тощо) російська імператорська армія захопила Галичину та Буковину. На цих землях було створено тимчасову адміністративно-територіальну одиницю — Галицько-Буковинське генерал-губернаторство (1914—1917), на основі якого передбачалось створення Львівської, Перемиської, Тернопільської та Чернівецької губерній. Адміністративними центрами генерал-губернаторства у різні роки були міста Львів та Чернівці. Першим генерал-губернатором був призначений Георгій Бобринський. Керована ним адміністрація проводила відверту антиукраїнську політику, за власним зізнанням, його завданням було надання захопленим землям «російського характеру» і викорінення «мазепинства». За його розпорядженнями закривались українські школи, газети, друкарні, відбувались масові арешти і депортації української інтелігенції углиб Російської імперії. Російський політик Павло Мілюков, виступаючи в Державній Думі, розцінив таку діяльність як «європейський скандал».
Після провалу Наступу Керенського у середині літа 1917 року Буковина була окупована цісарською армією. Після повернення Буковини, австрійська адміністрація надзвичайно підозріло ставилась до українців, вважаючи їх потенційними союзниками Росії. У листопаді 1917 року у Росії відбувся переворот, після чого вона фактично вийшла з війни. Не кращою була ситуація й в Австро-Угорщині — у жовтні-листопаді 1918 року угорські, чеські, словацькі, а незабаром також і австрійські війська почали тікати з фронту. Почалася революція. З Антантою було підписано угоду про перемир'я, а фактично капітуляцію. Імперія розпалася, Австро-Угорщина припинила своє існування. Останнім керівником уряду коронного краю Герцогства Буковина (1916—1918) був граф Йозеф фон Ецдорф.

## Буковина у визвольних змаганнях за Україну

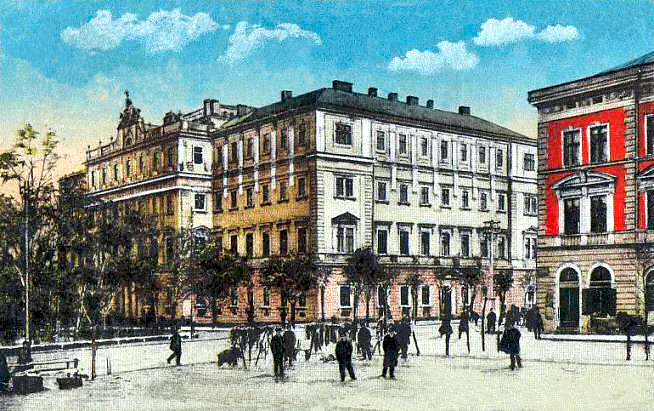
Тимчасовий Уряд Буковини (ЗУНР) (Крайова Управа Герцогства Буковина)

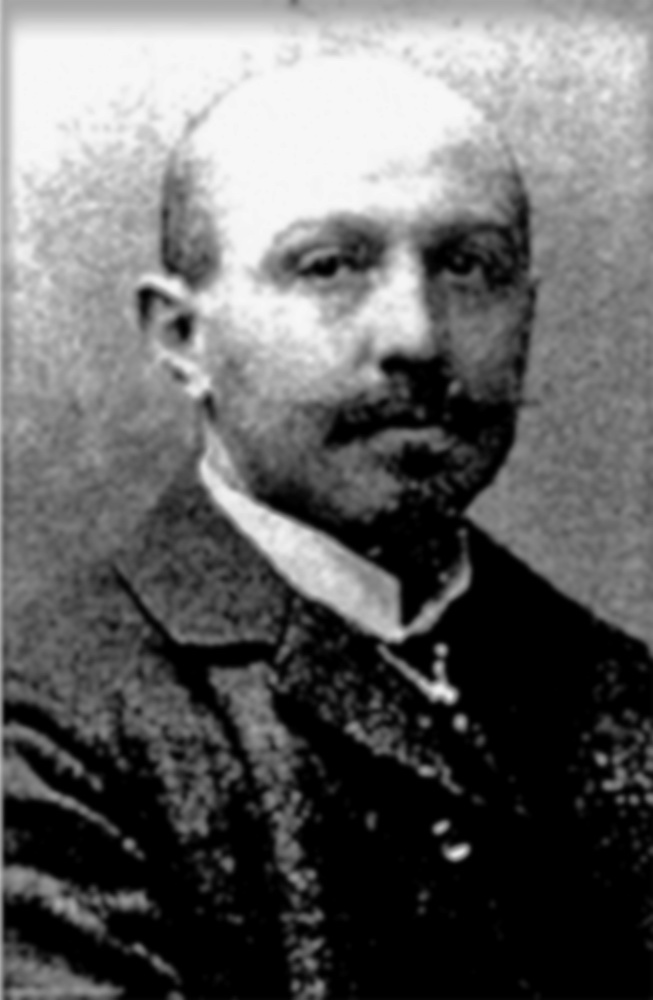
Аурел Ончул

Омелян Попович

18 жовтня 1918 року у Львові було скликано Конституанту (Конституційні Збори) українського народу, який проживав на своїх етнографічних землях, що належали Австро-Угорській імперії, а також створено Українську Національну Раду. 19 жовтня 1918 року УНРада прийняла постанову про утворення Західноукраїнської Народної Республіки (ЗУНР), та закликала національні меншини направити своїх представників пропорційно кількості населення до УНРади, як вищого законодавчого органу новоствореної держави. Президентом обрали Євгена Петрушевича. 25 жовтня 1918 року у Чернівцях було створено Український Крайовий Комітет Буковини на чолі з Омеляном Поповичем, як складову частину УНРади ЗУНР.

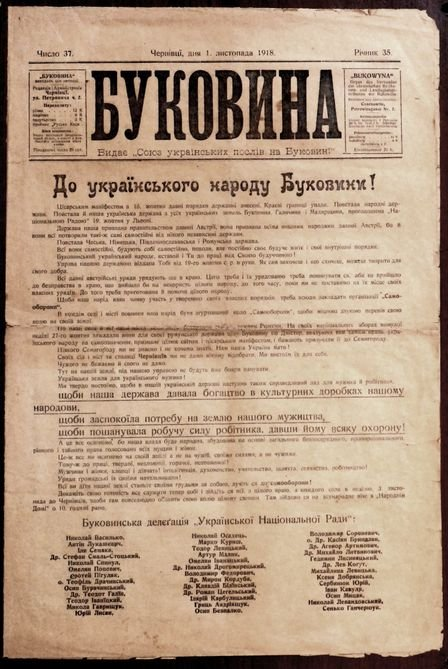
Маніфест буковинської делегації Української Національної Ради із закликом до буковинців збиратись 3 листопада на віче в Чернівцях

При цьому у другій половині жовтня 1918 року депутат австрійського парламенту від Буковини (виборчий округ Чернівці-місто) активний член «Румунської Національної Ради» Ґеорґе Ґрігоровіч у своєму виступі наголошував, що «у буковинських румунів немає абсолютно ніякого сумніву в тому, що українська частина Буковини повинна належати Україні, а румунська — Румунії». Одночасно на Буковині різко активізувалися прихильники гасел про «Велику Румунію» на чолі з Янку Флондором — сучавська газета «Вяца ноуе» 27 жовтня 1918 року виступила із осудом «Румунської Національної Ради» у Відні, яка пропонувала розподіл Буковини за національною ознакою. «Що стосується Буковини, — писала газета, — то нам здається, що наші депутати в парламенті поспішили погодитися на її розчленування… Історично і географічно Буковина єдина. Це суто румунська територія не тільки від Сучави до Прута, але й від Ватра-Дорней до Дністра». Того ж дня «конституанта», ініційована правлячими колами королівської Румунії, під головуванням Янку Флондора прийняла резолюцію про створення (на противагу «національній раді» у Відні) «Румунської національної ради» в Чернівцях і «об'єднання всієї Буковини з рештою румунських країв у національну державу». Поспішність у проведенні «конституанти» були викликані терміновою потребою у рішенні фіктивних «представницьких зборів» як формального приводу для інтервенції Румунського королівства. Безпосередньо на Буковині флондорівцям протидіяла група поміркованої румунської інтелігенції на чолі з доктором права Аурелом Ончулом, який продовжував наполягати на необхідності поділу Буковини на дві частини за етнічним принципом. Зі свого боку Ґеорґе Ґрігоровіч направив заяву про відмову від членства в «Румунській національній раді Флондора», оскільки вона не визнавала прав решти національних меншин, зокрема права української нації на чисто українську частину краю.
3 листопада 1918 року у Чернівцях відбулось, організоване Українським Крайовим Комітетом Буковини, велелюдне (понад 10 тисяч учасників) Буковинське віче, що ухвалило рішення про возз'єднання Північної Буковини із ЗУНР та подальшу злуку у соборну Україну. Віче також висловило протест проти спроб «Румунської національної ради Флондора» оголосити всю Буковину «румунською землею».
На базі Українського Крайового Комітету Буковини було сформовано Тимчасовий Уряд Буковини на чолі з президентом Омеляном Поповичем. Протягом наступних днів Північну Буковину було взято під повний контроль Тимчасового Уряду Буковини. 6 листопада 1918 року останній австрійський губернатор Буковини граф Йозеф фон Ецдорф офіційно передав владу Омеляну Поповичу у Північній Буковині, а Аурелу Ончулу — у Південній Буковині. Однак, мріям українців Північної Буковини про возз'єднання з Україною на той час не судилося реалізуватись. Буковина виявилась жертвою становлення молодої української держави, що змушена була воювати за своє право на самовизначення та незалежність на кілька фронтів. У зв'язку з цим розквартирований у Чернівцях та Вижниці, легіон Українських січових стрільців під проводом Василя Вишиваного змушений був на початку листопада вирушити на захист Львова, який опинився під смертельною загрозою польського наступу. Сформований у Києві у листопаді 1917 року Галицько-Буковинський курінь у цей період вирішував загальнодержавні завдання у складі Запорізького корпусу Армії УНР як 3-й курінь 2-го піхотного полку під командуванням хотинця Петра Болбочана. Таким чином українську владу на Буковині не було кому обороняти. Користуючись цим, 11 листопада 1918 року румунське військо під командуванням генерала Якоба Задіка захопило Чернівці. Орієнтовно 12-13 листопада на залізничній станції Лужани відбувся бій українських добровольчих частин з румунськими військами. Долаючи опір погано озброєних загонів самооборони, румунське військо окупувало всю Північну Буковину. Тимчасовий Уряд Буковини на чолі з президентом Омеляном Поповичем був змушений працювати в екзилі, виїхавши до Галичини, де продовжував діяти до падіння ЗУНР як «Буковинська Рада», представляючи інтереси українців Буковини. Активну участь у розбудові української влади на Буковині брали: Омелян Попович, Осип Бурачинський, Микола Василько, Антін Лукашевич, Ілля Семака, Степан Смаль-Стоцький, Микола Спинул та багато інших.
Водночас група буковинців під проводом учителя з Великого Кучурова, члена товариства Український Народний Дім у Чернівцях Миколи Топущака звернулися до генерал-хорунжого Армії УНР Сальського з пропозицією створити окрему військову частину з добровольців із Буковини. Володимир Сальський виклопотав в Уряду УНР дозвіл на організацію майбутнього військового формування українців Буковини, вирішив питання з його фінансуванням та озброєнням, і невдовзі Миколи Топущака із соратниками, отримавши чотири вагони військового спорядження, вирушили до Коломиї, де перебувала команда майбутнього куреня. Збірна станиця для збору добровольців із Буковини була в Кутах. У січні 1919 року формування буковинського військового підрозділу фактично завершилося. Таким чином було створено добровольче військове формування — Буковинський курінь.

## Від 1919 року до завершення Другої світової війни
Дізнавшись про вторгнення на Буковину румунських військ, Аурел Ончул вирушив до Сучави з протестом проти окупації, де був інтернований і вивезений у Ясси зі забороною повертатись на Буковину. 13 листопада 1918 року Ґеорґе Ґрігоровіч у своєму виступі на засіданні «Румунської Національної Ради» розкритикував зовнішню політику уряду королівської Румунії, якому бракувало такту і здогадливості, бо потрібно було шукати «порозуміння з нашими сусідами українцями, котрі разом із росіянами будуть і в майбутньому наймогутнішими і найнебезпечнішими сусідами», порозуміння з якими хотіли досягнути румунські депутати з Відня. Після цього Ґеорґе Ґрігоровіч перейшов до інших пунктів програми, висловивши переконання в абсолютній необхідності значної виборчої реформи з пропорційним голосуванням, аграрної, соціальної і санітарної реформ, закінчивши словами: «Зрозумійте часи, у які ми живемо. В наші двері стукає новий час. Відчиняйте йому двері, щоб вони не розвалилися». У майбутньому (з 1919 року) Ґеорґе Ґрігоровіч впродовж кількох років був депутатом і сенатором румунського парламенту від соціал-демократичної партії.
28 листопада 1918 року румунським окупаційним режимом було сфабриковане рішення т. зв. Генерального Конгресу Буковини під головуванням Янку Флондора, що складався винятково з румунів, про об'єднання Буковини з Румунією. Сам Янку Флондор мав надію бути обраний першим президентом румунського уряду на Буковині, але деякі розбіжності з тимчасовою адміністрацією привели до того, що 15 квітня 1919 року він назавжди пішов у відставку зі всіх займаних постів і з політики загалом.
12 червня 1919 року в залі Чернівецької ратуші відбулись збори усіх етнічних громад Буковини, на яких висловлювались різкі звинувачення румунської адміністрації. Учасники зборів вимагали створення власної адміністрації Буковини, збереження автономії провінції за допомогою адміністративної ради, створеної із представників етнічних меншин та політичних партій. Учасниками зборів було проголосовано резолюцію, яку направили до Паризької мирної конференції.
10 вересня 1919 року було укладено Сен-Жерменський мирний договір. Дипломатичними маніпуляціями королівській Румунії вдалось закріпити за собою не тільки Південну Буковину, а й Північну. Проти таких рішень рішуче протестували офіційні представники ЗУНР, УНР та УСРР. Враховуючи те, що УНР не пристала на пропозицію Антанти в січні 1918 року продовжити бойові дії на Західному і Південному фронтах, розраховувати на лояльність головних союзних держав в «українському питанні» не доводилось.

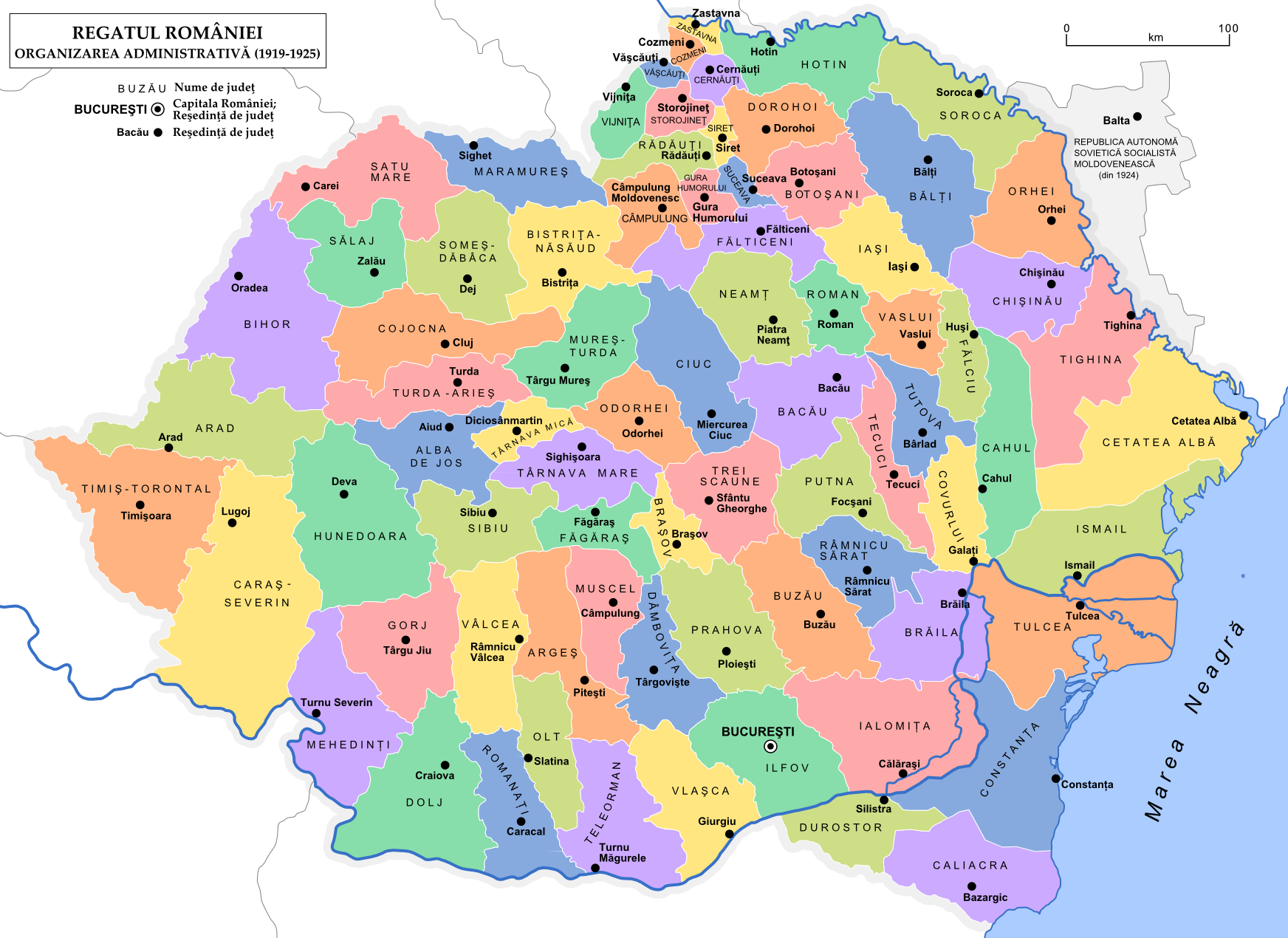
Повіти Румунії 1919—1925

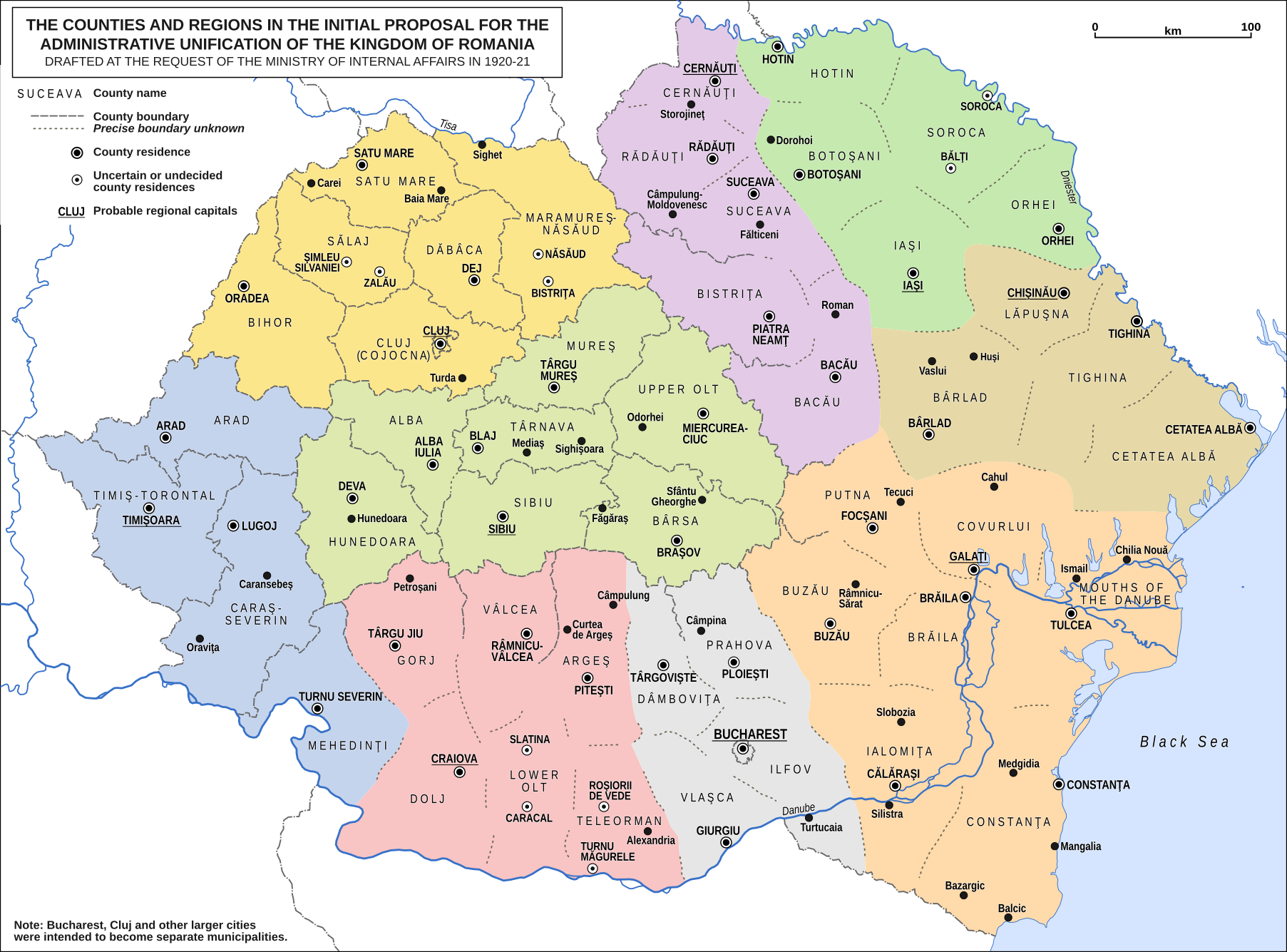
Один із варіантів територіального поділу Румунії 1920

Доволі красномовним фактом є те, що нова влада відразу забула про обіцянки щодо збереження Буковини як цілісного краю з автономним статусом. Автономія Буковини та самоврядування сільських громад були скасовані відразу, а наявні 11 буковинських повітів були зведені до рівня звичайних провінційних жудеців (повітів). Реформою 1926 року їх об'єднано в 5 жудеців (повітів): Чернівці, Сторожинець, Радівці, Кимполунг, Сучава, які разом Хотин та Дорохой надалі увійшли до цинуту Сучава з центром у Чернівцях.
Першочерговим завданням для окупаційної адміністрації було якнайшвидше знищення «австрійської спадщини». Зносились або замінювались пам'ятники, перейменовувались вулиці й населені пункти. Після цього настала черга українців, як найбільшої загрози «Великій Румунії». 1919 року у Чернівцях та прикордонних з Україною районах було запроваджено воєнний стан. Будь-який рух дозволявся тільки з 6 до 18 години, заборонялись мітинги і демонстрації, запроваджувалась цензура на приватне листування. За поширення українських патріотичних ідей, випуск листівок чи газет без дозволу влади засуджували на смерть або ж довічну каторгу. Виборчого права позбавляли навіть тих, хто виявив зневагу до румунської держави. Внаслідок цього під час перших виборів до румунського парламенту в листопаді 1919 року право голосу мав тільки кожен десятий із 850 тисяч населення. Наступного року в Чернівцях із 140 тисяч населення було зареєстровано тільки 12 тисяч виборців. Щоб позбавити анексовані землі української інтелектуальної еліти, чимало вчителів-українців та священиків перевели на службу вглиб Румунії. На анексованих землях румунську мову було проголошено державною і єдиною офіційною. Крім того, окупаційна влада створювала й спеціальні комісії (переважно з жандармів та військових), котрі мали виховувати місцеве населення. На практиці це означало сприяння румунським переселенцям на Буковину та їхнім організаціям в українських повітах. Щоб «виховання» стало ефективнішим, було закрито 218 українських шкіл, де навчались 50 тисяч дітей, кілька гімназій тощо. На всіх українців Буковини лишилась тільки одна гімназія та одна учительська семінарія у Чернівцях. Були закриті україністичні кафедри Чернівецького університету. Після прийняття 1923 року нової Конституції Румунії на її основі було ухвалено закон про шкільництво. Відтепер спілкуватись українською мовою заборонялось не лише в офіційних установах, а навіть у крамницях та на міських вулицях. Українські назви населених пунктів та прізвища змінювали на румунські.

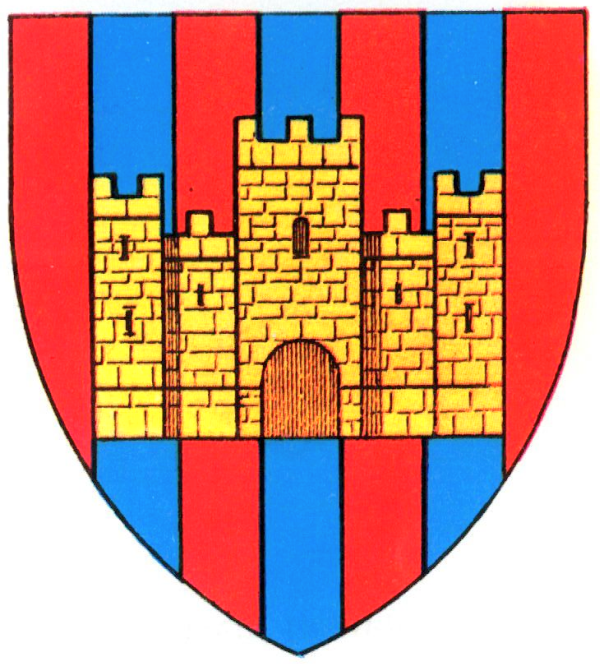
герб Цинуту Сачава

Буковина у складі Цинуту Сачава Румунії до 1940

1926 року міністерство освіти усно підтвердило формальне право українців на школу з рідною мовою навчання, але для цього треба було зібрати відповідну кількість підписів батьків і пройти різні бюрократичні перепони. При цьому щойно охочі знаходились, їх починала переслідувати сигуранца. Тож українці Румунії опинились у найгіршому становищі, порівняно з іншими народностями цієї держави. Водночас, усі ці заходи призводили тільки до ще більшого спротиву населення. Після безглуздої та реакційної Аграрної реформи 1921 року (в результаті якої поміщики збагатились, а селяни зубожіли) у країні ще й погіршилась соціально-економічна ситуація.
У зв'язку зі зростанням невдоволення населення уряд змушений був скасувати військовий стан та лібералізувати свою політику, внаслідок чого настав короткий період українського національного відродження. Важливу роль у ньому відіграв радикальний український патріотичний рух, представлений насамперед ОУН. Його засновниками на Буковині були Орест Зибачинський (провідник Крайової Екзекутиви ОУН), Денис Квітковський, Сильвестр Никорович, Іван та Петро Григоровичі, Любомир Гузар та ін. Вони мали значний вплив серед українського студентства, членів академічних товариств Чорноморе, «Запороже», Залізняк, «Мазепа». Почали видавати місячник «Самостійна думка» (серед його редакторів був Олег Ольжич) і тижневик «Самостійність». Слід зазначити, що діяльність ОУН на Буковині була напівлегальною. Єдиною легальною українською партією міжвоєнної Румунії була УНП на чолі з Володимиром Залозецьким, яка спромоглася 1928 року провести українських представників у парламент (2 посли і 1 сенатор) Румунії.
Різкий злам у ставленні румунської влади до українців настав 1937 року, що було пов'язано з посиленням фашистських і великодержавно-шовіністичних тенденцій у країні, підготовкою панівного режиму, особливо націонал-цараністської партії, до війни. Згортались демократичні свободи, заборонялись профспілки тощо. Режим короля Кароля II став авторитарним. 1937 року в Буковині знову було запроваджено військовий стан, відбулись два політичні процеси над членами ОУН. Головне обвинувачення полягало у тому, що підсудні заперечували румунську владу над українськими землями. Судові вироки стали сигналом для заборон будь-яких проявів українського національного життя — чернівецька префектура вимагала, аби людей, які «навмисне» не розмовляли румунською мовою, негайно звільняли з роботи і віддавали до військового трибуналу. 1938 року була прийнята нова конституція відверто реакційного змісту. Вона значно погіршувала становище нерумунського населення. Почалось витіснення корінного населення румунами навіть на підприємствах, чимало українців було позбавлено румунського громадянства, через що вони не могли володіти землею, працювати в державних установах і брати участь у виборах. Практично всі українські організації перейшли на нелегальне становище, й змушені були продовжувати підпільну боротьбу.
1940 року СРСР висунув ультиматум Румунії щодо повернення окупованих 1918 року територій. Після Бесарабсько-буковинського походу румунські війська у паніці покинули Північну Буковину, яка 28 червня 1940 року була возз'єднана з іншими етнічними українськими землями у складі УРСР.

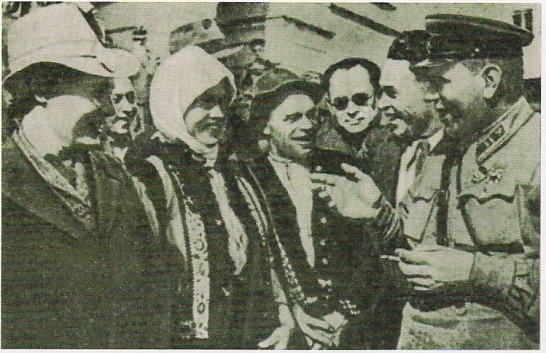
Перші контакти буковинців і радянських офіцерів у червні 1940 року

Згідно з рішенням Верховної Ради СРСР від 2 серпня 1940 року було утворено Чернівецьку область у складі Української РСР, до якої увійшли території Північної Буковини та Хотинщини. Таким чином Чернівецька область охопила практично всю територію, яка входила до Шипинської землі у XIV столітті. Незважаючи на те, що місцеве населення вітало звільнення краю від румунської окупації, після встановлення радянської влади почались масові репресії проти національно свідомої частини українського населення. Водночас протягом року було створено низку промислових підприємств. До кінця 1940 року в Чернівцях було засновано індустріальний та текстильний технікуми, обласну бібліотеку), музичне училище, педагогічне училище тощо. Було реорганізовано Чернівецький університет, який почав діяти у складі шести факультетів частково з українською мовою викладання. Було створено обласний центр народної творчості та Чернівецьку обласну філармонію. Почали функціонувати обласна телерадіокомпанія, обласні та районні друковані ЗМІ.

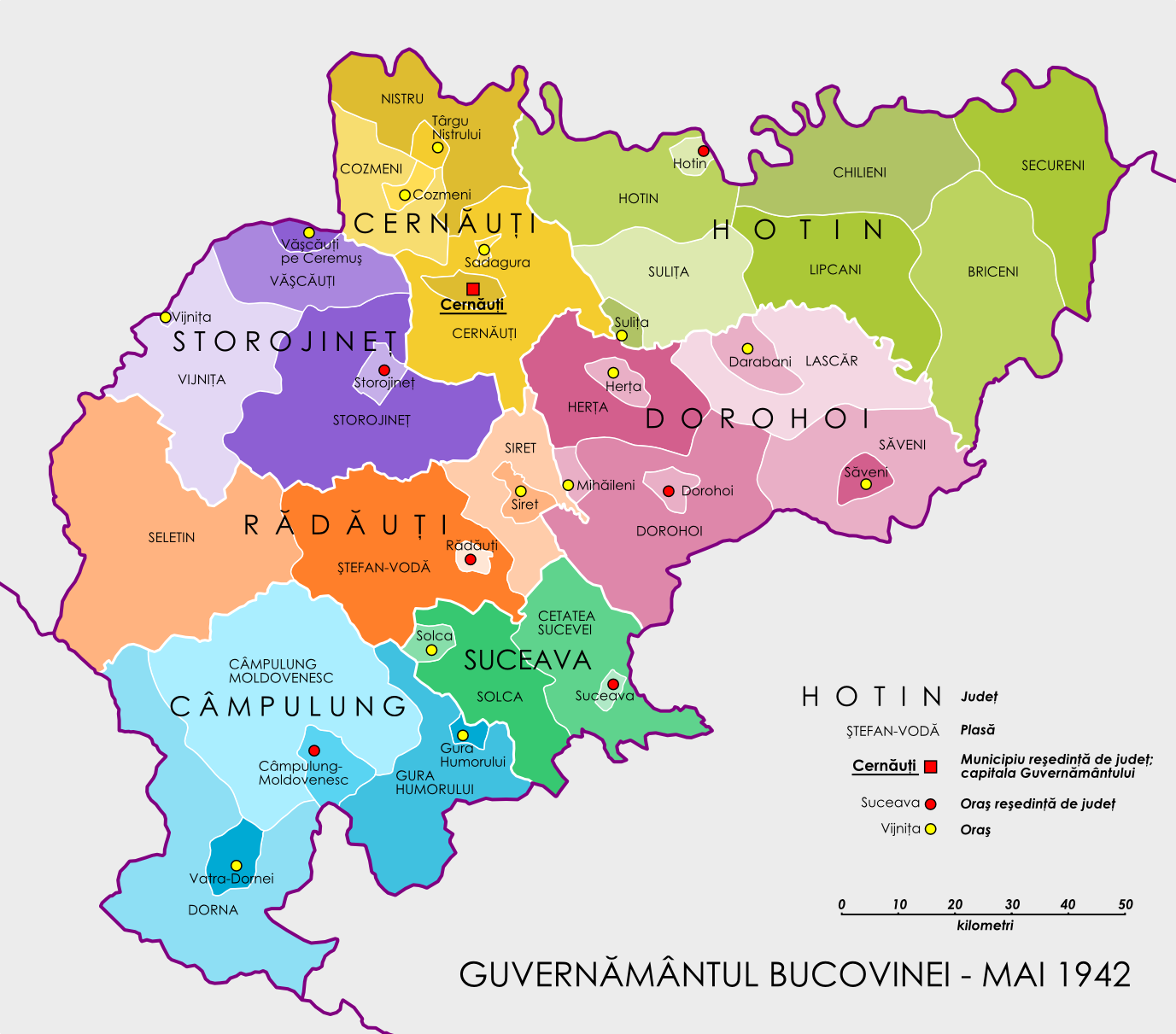
Губернаторство Буковина у складі Румунії 1941—1944

З початком Другої світової війни та після відступу радянських військ відбулась спроба встановити місцеву українську владу на Буковині. Наміри не були реалізовані внаслідок окупацію Румунією, яка була союзницею Нацистської Німеччини. Румуни утворили губернаторство, відкрили концентраційні табори, провели масові судові процеси проти українських діячів, відновили насильницьку румунізацію краю. Проти румунських окупантів безперервну боротьбу вели представники українського націоналістичного та комуністичного підпілля. З кінця 1943 року в гірських та лісових районах Буковини почали формуватись повстанські загони.
У березні-квітні 1944 року після Проскурівсько-Чернівецької операції Червоною армією було зайнято більшу частину Чернівецької області та знову включено до складу УРСР.
Мирний договір, укладений союзниками з Румунією у Парижі 10 лютого 1947 року та інші повоєнні міжнародні акти затвердили кордон між СРСР і Румунією. Остаточне закріплення політичних і територіальних підсумків Другої світової війни відбулось 1975 року Гельсінськими угодами.
Після відновлення радянської влади на Буковині знову розпочались масові репресії проти місцевого населення, було проведено колективізацію сільського господарства, яка переважно завершилась 1949 року. Поряд із цим відбувались значні позитивні зрушення у економічному, культурному та освітньому розвитку регіону.
За радянського періоду більшість румунів було депортовано або вбито, а на їхнє місце привезено українців та росіян.

## Післявоєнний період
У повоєнний період територію області покинули близько 33 тисяч осіб. Значну частину місцевого населення було примусово депортовано у східні райони УРСР та СРСР. Водночас край поповнювався переселенцями з інших регіонів СРСР, переважно партійними, комсомольськими та профспілковими функціонерами, фахівцями народного господарства, кваліфікованими робітниками, військовими пенсіонерами. 1946 року до Чернівецької області прибуло понад 53 тисячі осіб. У 1946—1947 роках прибуло 318 родин реемігрантів із Франції, Румунії та Болгарії. Водночас мешканці Буковини, особливо некваліфіковані, змушені були виїжджати за оргнаборами на відбудову промисловості у східні райони України, де працювали на важких і некваліфікованих роботах. Це призвело до змін у етнічному складі населення й почало процес зросійщення населення Чернівців та інших міст регіону.
У жовтні 1947 року було досягнуто середньомісячного довоєнного випуску продукції регіону. Наприкінці 1940-х — початку 1950-х років у Чернівцях було побудовано авторемонтний завод, «Емальпосуд», м'ясокомбінат, деревообробний комбінат тощо.
В 1956—1958 роках на Буковині було споруджено понад 20 нових підприємств: Чернівецький завод калібрування насіння кукурудзи, 4 цегельні заводи, Чернівецький завод залізобетонних виробів, Чернівецький хлібокомбінат та ін. На кінець 1950-х років промисловість стала провідною галуззю економіки краю. Валова продукція промисловості 1958 року перевищила валову продукцію сільського господарства у 1,3 рази, 1960 року — в 1,5 рази, а 1965 року — в 1,7 рази.
Продовжувався активний розвиток освіти зокрема, та соціально-культурної сфери взагалі. 1944 року було створено Чернівецький медичний інститут. Крім того відкрито велику кількість середніх, середніх-спеціальних навчальних закладів, низку професійно-технічних училищ. Будувались нові мікрорайони, дитячі садочки, поліклініки, лікарні та інші об'єкти соціально-культурного побуту.
З часом все очевидніше ставало, що радянська система є утопічною. Економіка все більше деградувала, населення зубожіло. Планова економіка перетворила державу у країну дефіциту. Це в свою чергу породжувало корупцію. Нічим не зміг зарадити й курс на перебудову. Не завжди продумана, а інколи й авантюрна індустріалізація, тотальна мілітаризація економіки тощо завдавали значної шкоди екології та позначились на здоров'ї людей. 1986 року світ здригнувся від Чорнобильської катастрофи, від якої потерпіло чимало буковинців. Повністю забрудненими виявились деякі населені пункти області. 1988 року обласним центром пройшла хвиля масових захворювань на алопецію невідомої етіології. В області почали активно формуватись екологічні організації. Все активнішими ставали українські громадські патріотичні організації. 1989 року було створено крайову організацію НРУ, обласне об'єднання Товариство української мови ім. Т. Шевченка «Просвіта», чернівецьку філію Української Гельсінської спілки тощо. 1990 року група громадсько-культурних діячів Буковини на чолі з Володимира Старика ініціювала відновлення діяльності товариства Український Народний Дім у Чернівцях.
Поряд із цим, Буковина народила плеяду видатних діячів культури та мистецтва державного та світового значення: легенду українського кінематографу Івана Миколайчука, видатного оперного співака Дмитра Гнатюка, одного з основоположників української естрадної музики Володимира Івасюка, видатних виконавців Назарія Яремчука, Павла Дворського, Софію Ротару, Іво Бобула, Лілію Сандулесу та багато інших. Таке багатство краю на таланти було однією з причин організації на буковинській землі першого національного фестивалю української пісні Червона Рута, який пройшов у Чернівцях у вересні 1989 року.
Сьогодні Північна Буковина та Південна Буковина здаються двома різними регіонами, майже не маючи нічого спільного.

## Галерея

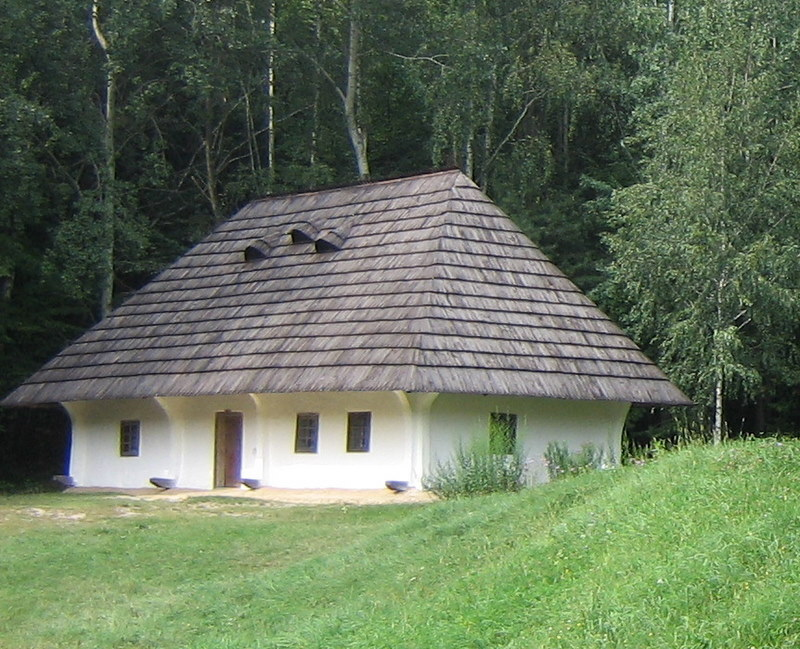
Музей народної архітектури і побуту в Києві, сектор Буковина. Хата з села Великий Кучурів
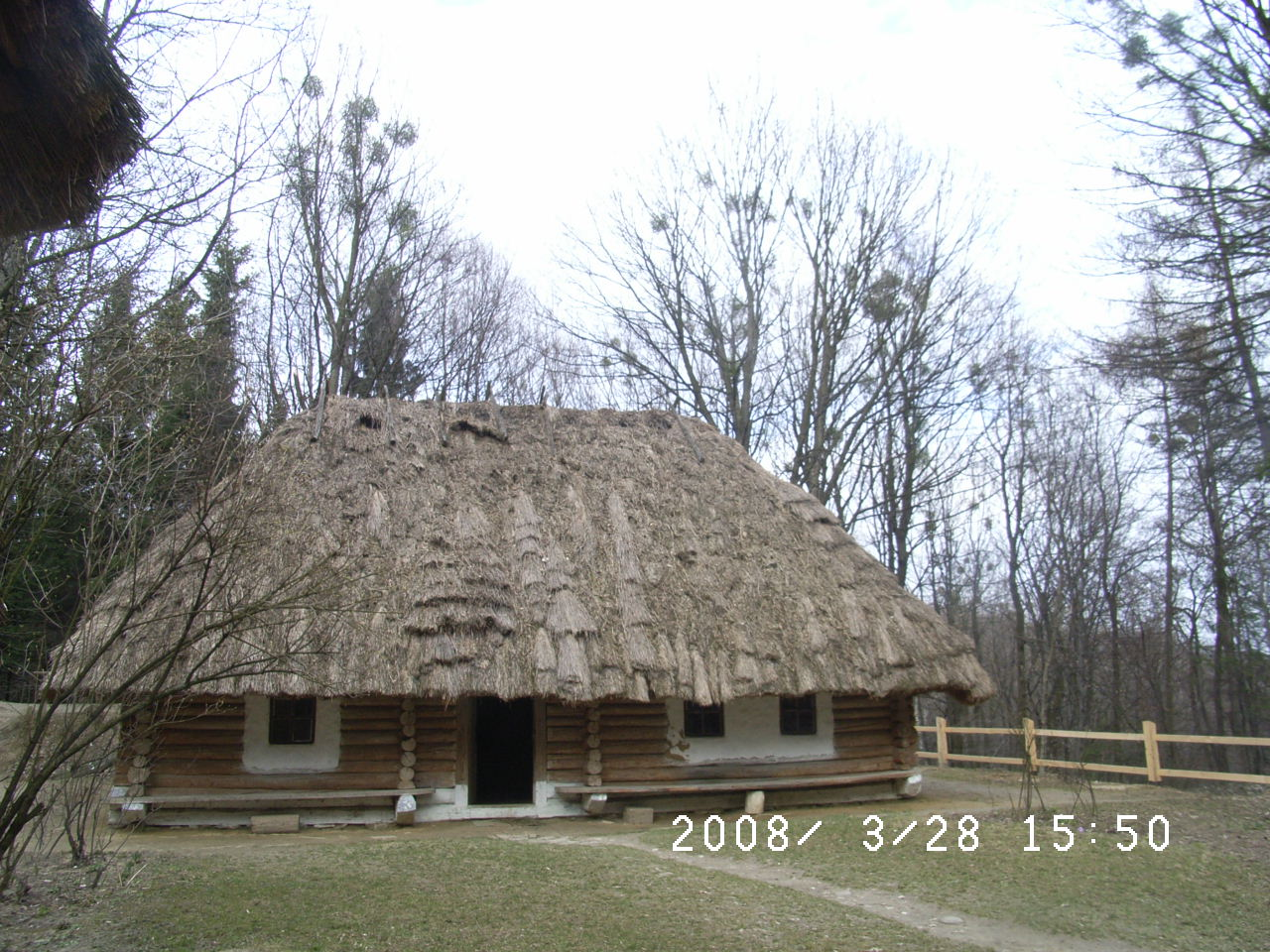
Музей народної архітектури і побуту у Львові, сектор «Буковина». Садиба початку XX століття з с. Бережонка
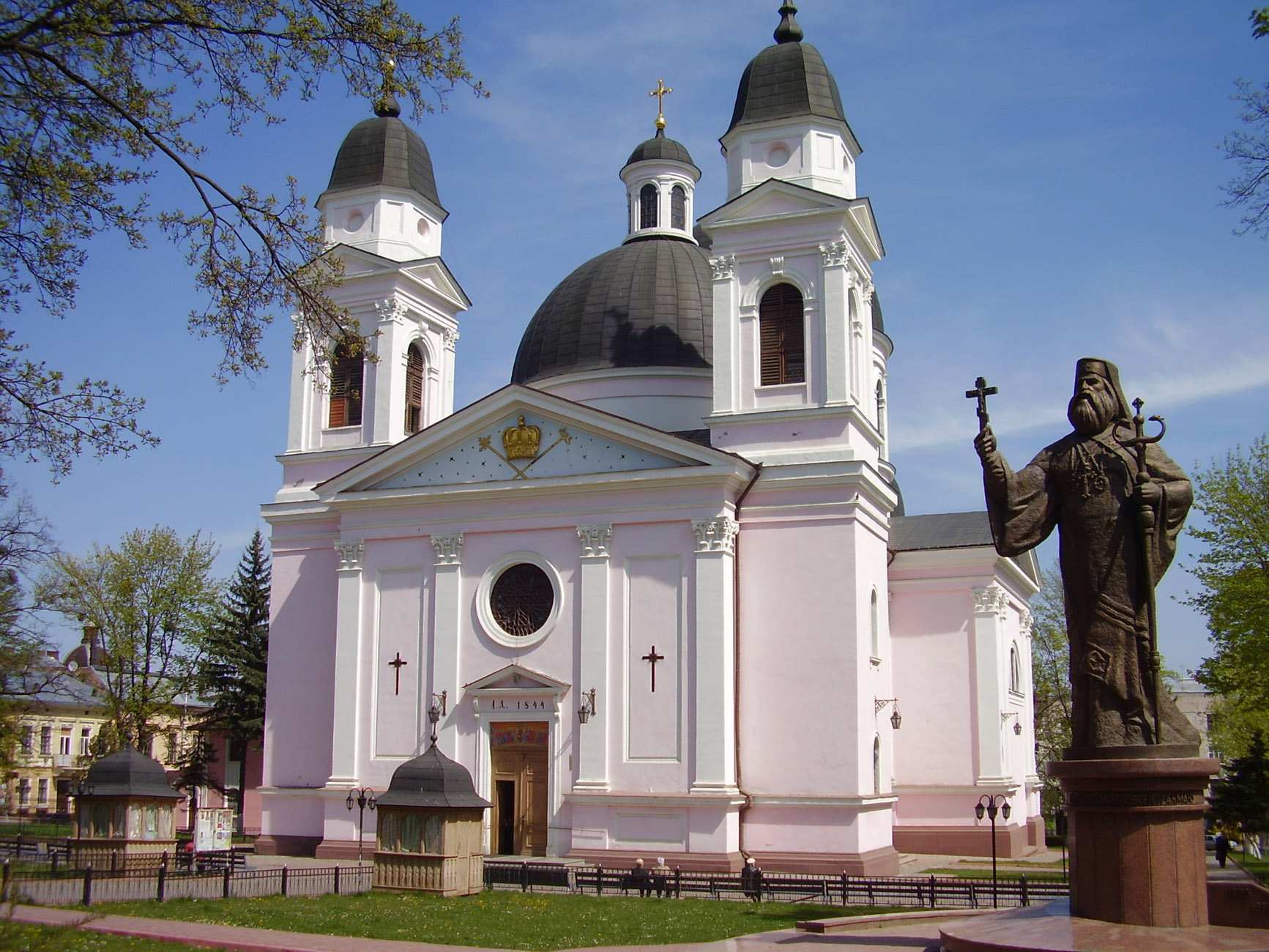
Кафедральний собор Святого Духа
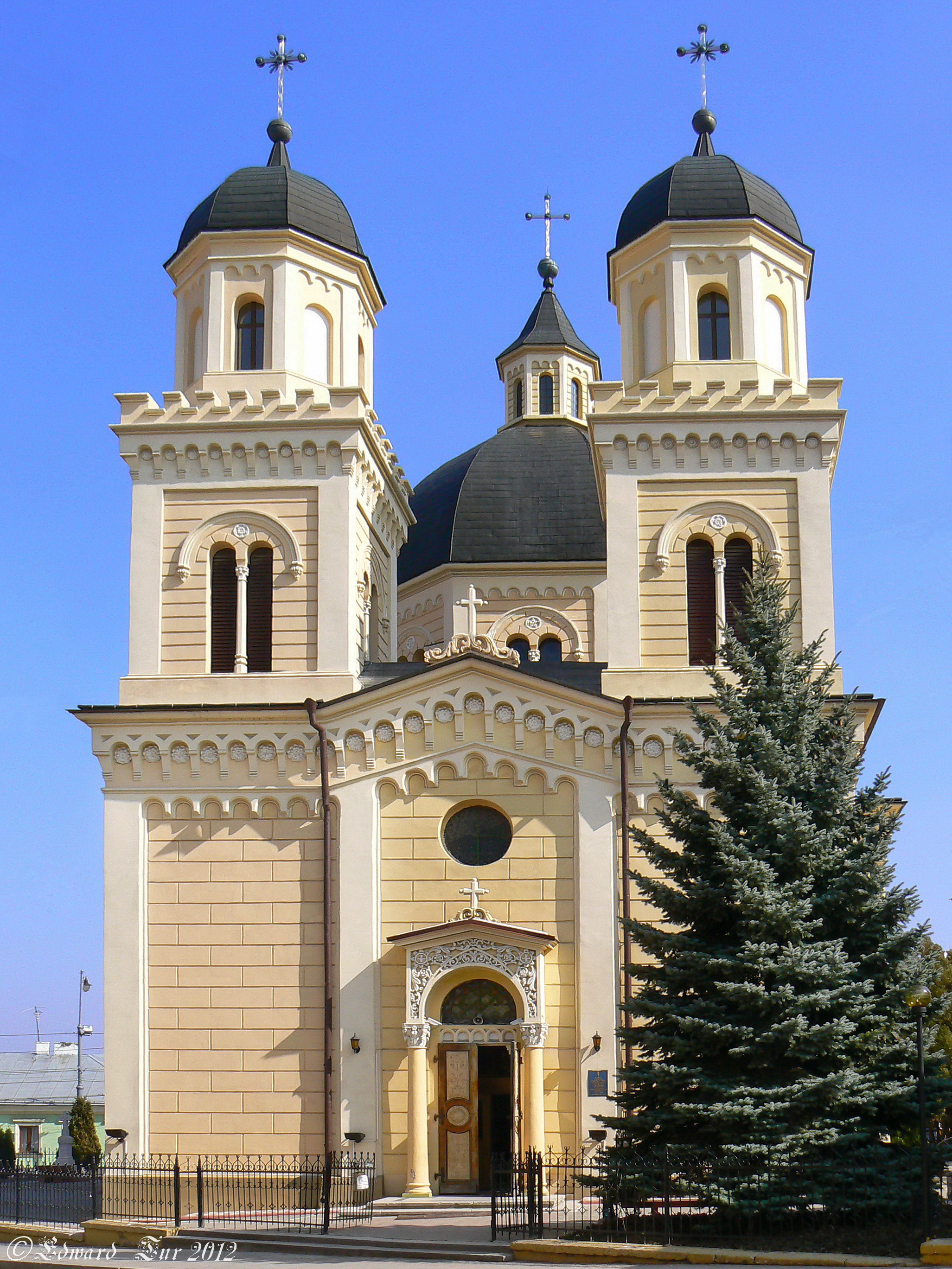
Церква святої Параскеви Сербської
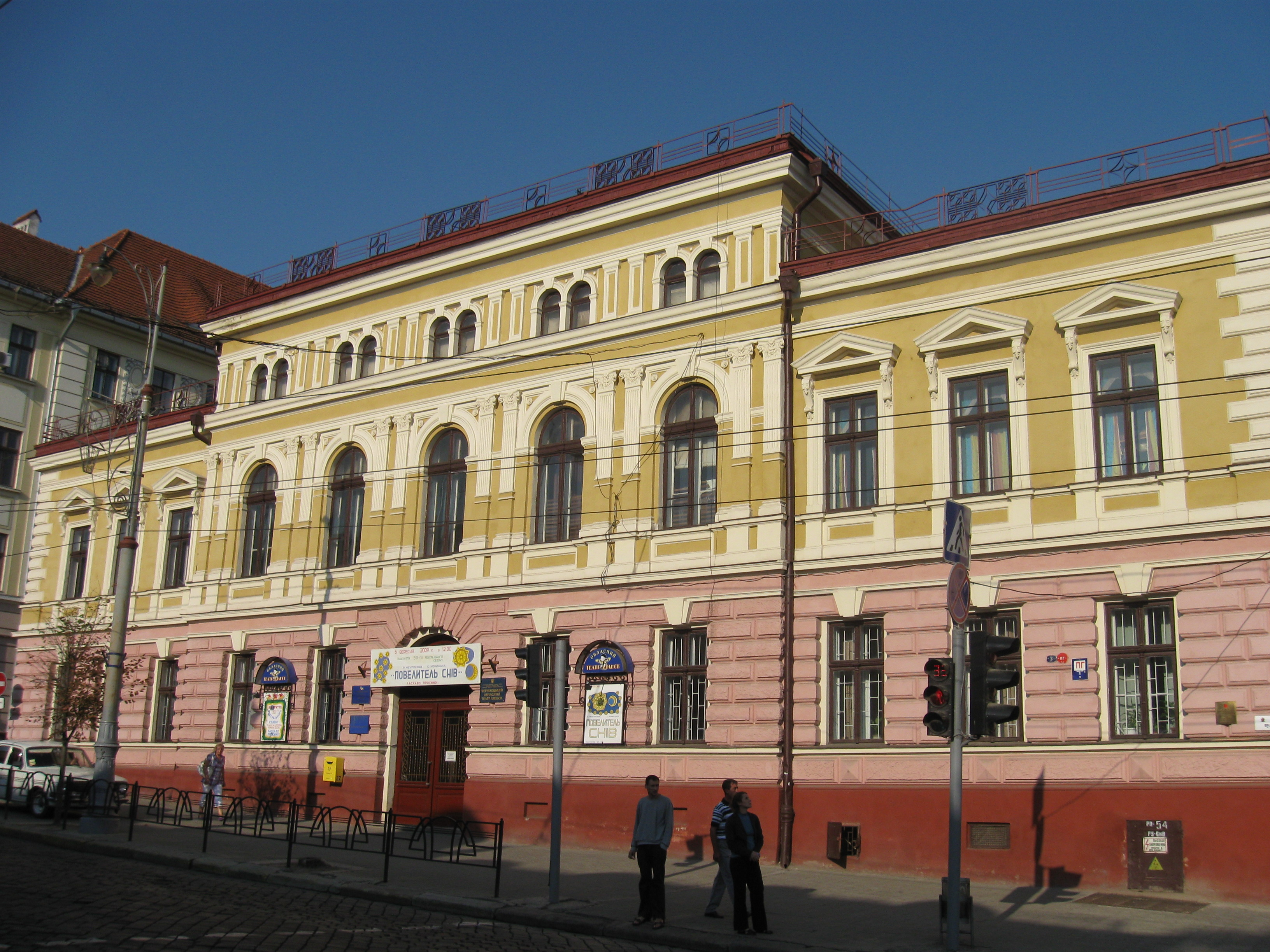
Чернівецький обласний театр ляльок (Офіцерський клуб в Австрійський період)
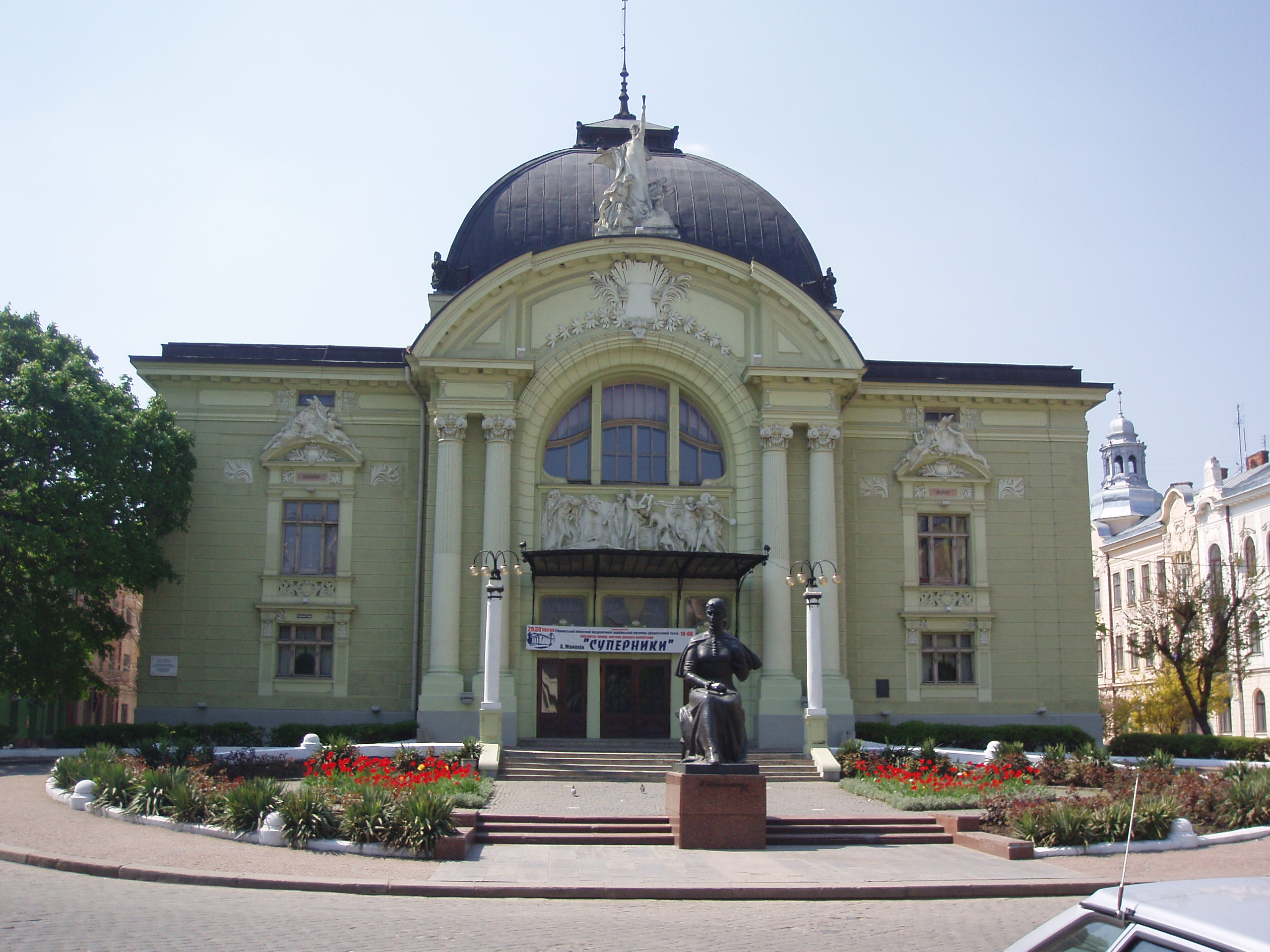
Чернівецький музично-драматичний театр
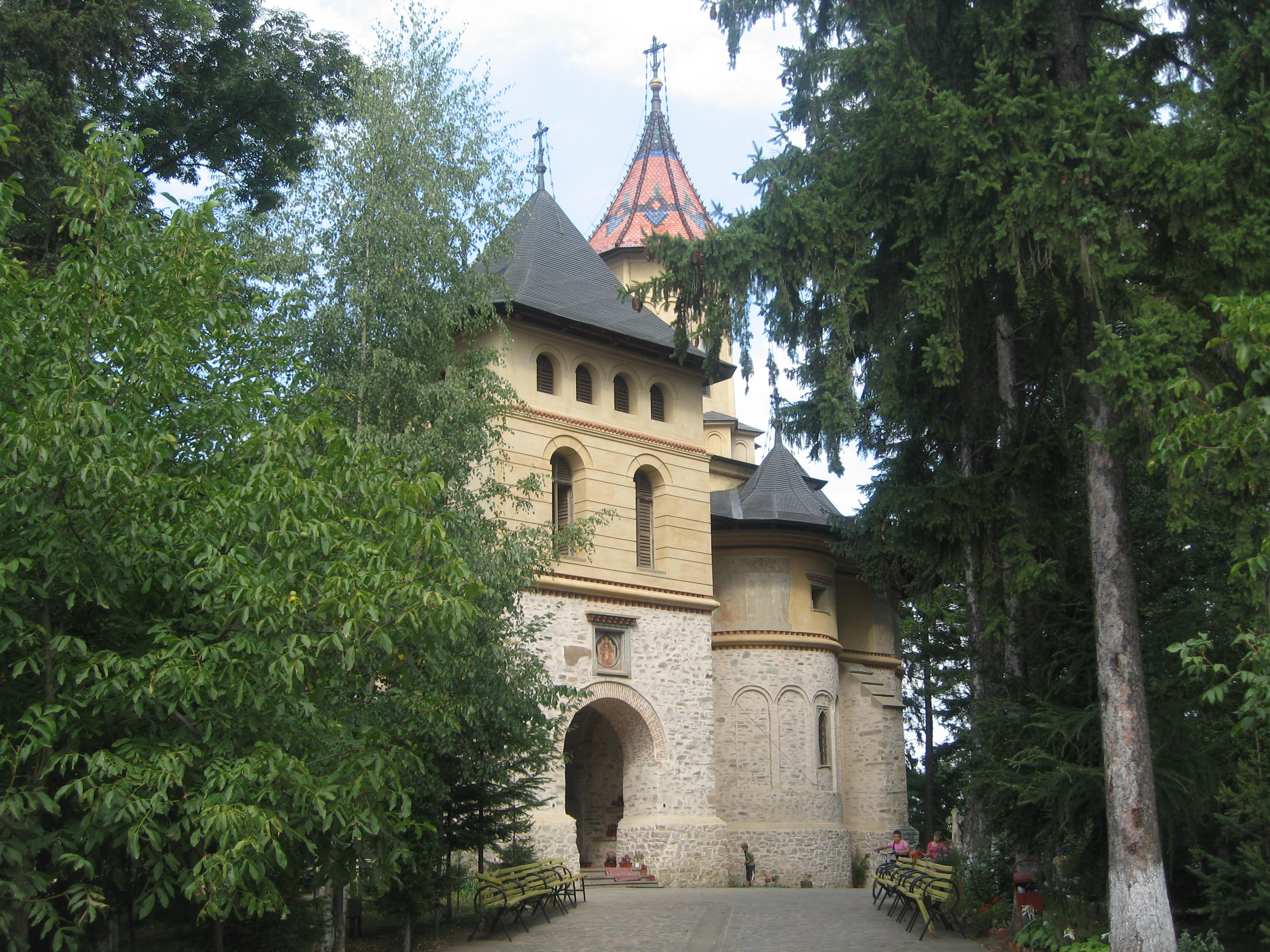
Перша митрополицька церква Св. Юрія (княжа) 1374, Сучава
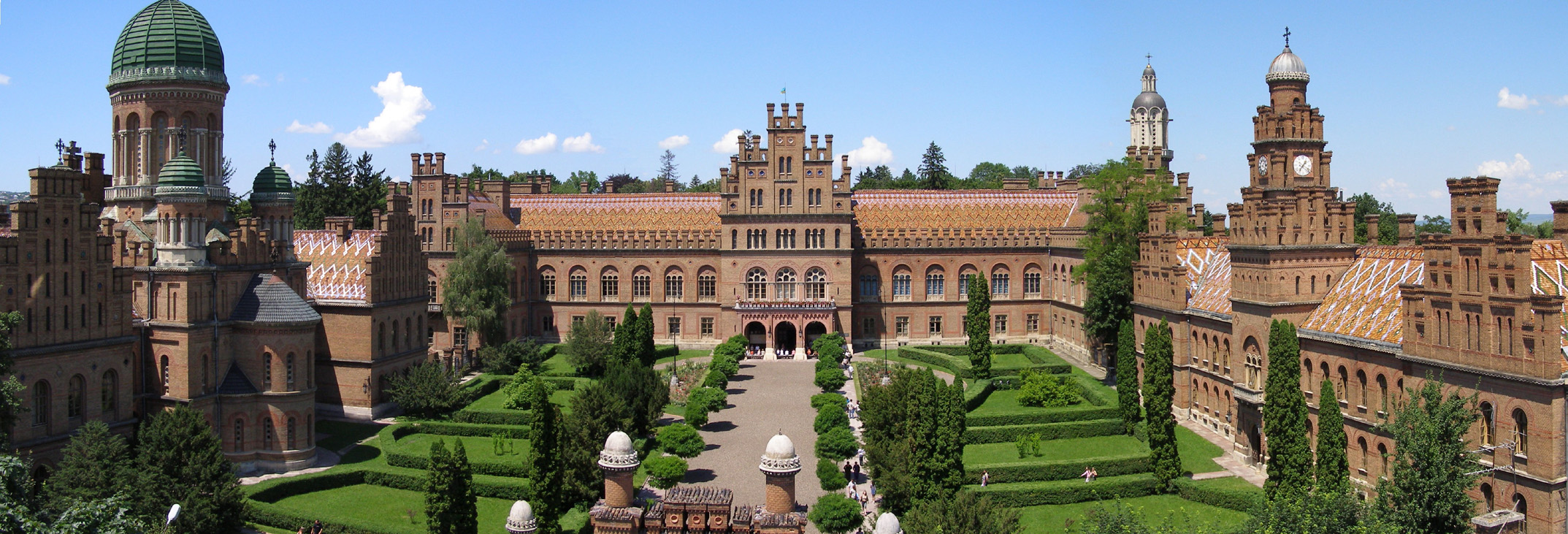
Резиденція митрополитів Буковини і Далмації
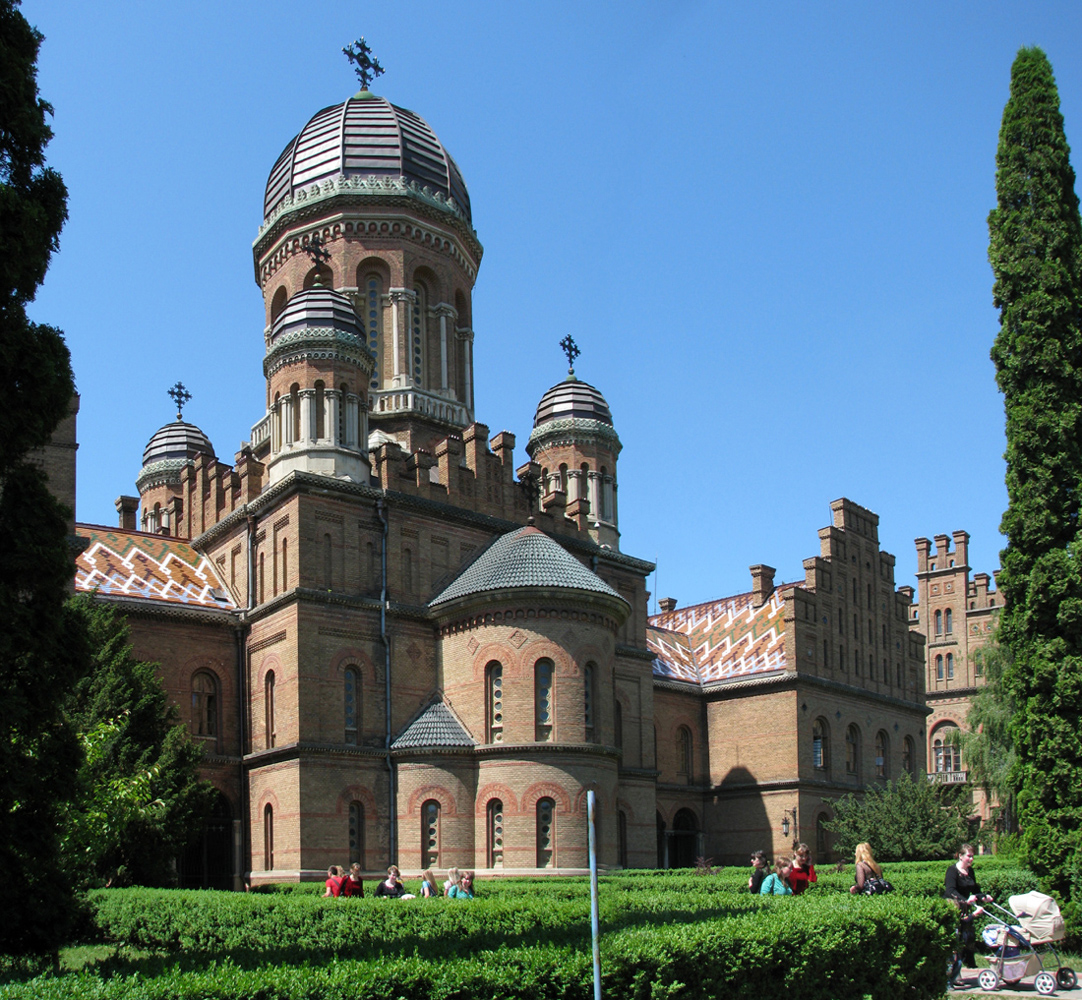
Резиденція Буковинських митрополитів, церква Трьох Святителів